# EHF Champions League der Männer 2023/24
Die EHF Champions League 2023/24 war die 64. Austragung der EHF Champions League der Männer. An ihr nahmen 16 Vereinsmannschaften teil. Veranstalter war die Europäische Handballföderation (EHF). Titelverteidiger aus der Vorsaison war der SC Magdeburg. Namenssponsor war die Machineseeker Group. Der FC Barcelona gewann den Wettbewerb.

## Mannschaften
Die Startberechtigung für die EHF Champions League resultierte aus den nationalen Meisterschaften (siehe EHF-Rangliste). Die zehn so gesetzten, national qualifizierten Teams waren GOG, FC Barcelona, Paris Saint-Germain, THW Kiel, SC Magdeburg, Telekom Veszprém, RK Eurofarm Pelister, Barlinek Industria Kielce, FC Porto und RK Celje Pivovarna Laško.
Startplätze wurden zudem an Vereine vergeben, die für die EHF European League 2023/2024 qualifiziert waren und sich für einen Start in der Champions League bewarben, dies waren RK Zagreb, Dinamo Bukarest, IFK Kristianstad, Kolstad Håndball, Sporting Lissabon, Montpellier Handball, Aalborg Håndbold, OTP Bank-Pick Szeged, Orlen Wisła Płock sowie Kadetten Schaffhausen. Die EHF vergab an Zagreb, Montpellier, Aalborg, Szeged und Płock ein Upgrade sowie an Kolstad eine Wildcard.

## Neue Regeln
Erstmals wurde ein Video-Replay-System eingesetzt, das den Schiedsrichtern die Möglichkeit bot, einen Spielzug anzuschauen.
Auch die Buzzer zur Ankündigung einer Auszeit kamen ab der Gruppenphase zum Einsatz.

## Modus
Die 16 Mannschaften spielten zunächst in der Gruppenphase zwei Gruppen zu je acht Teams in Hin- und Rückspielen jeder gegen jeden.
Die vier Teams auf den Plätzen 1 und 2 der beiden Gruppen waren direkt für das Viertelfinale qualifiziert. Die acht Teams auf den Plätzen 3 bis 6 der Gruppen traten in K.o.-Spielen mit Hin- und Rückspiel gegeneinander an und ermittelten dabei vier weitere Teilnehmer des Viertelfinals. Im Viertelfinale traten die acht qualifizierten Teams in K.o.-Spielen mit Hin- und Rückspiel an und ermittelten vier Teilnehmer am EHF Final Four. Bei diesem, an einem Wochenende ausgetragenen Turnier, wurde der Sieger der Champions League ermittelt.

## Turnierverlauf
Die Auslosung der Gruppen wurde am 27. Juni 2023 in Wien vorgenommen. Die Spiele der Gruppenphase wurden vom 13. September 2023 bis zum 7. März 2024 ausgetragen.

### Gruppenphase

#### Gruppe A
| Pl. | Verein               | Sp. | S  | U | N  | Tore      | Diff. | Punkte  |
| --- | -------------------- | --- | -- | - | -- | --------- | ----- | ------- |
| 1.  | THW Kiel             | 14  | 10 | 2 | 2  | 0410:3790 | +31   | 022:60  |
| 2.  | Aalborg Håndbold     | 14  | 8  | 3 | 3  | 0430:3820 | +48   | 019:90  |
| 3.  | Paris Saint-Germain  | 14  | 8  | 1 | 5  | 0431:4120 | +19   | 017:110 |
| 4.  | Industria Kielce     | 14  | 6  | 4 | 4  | 0413:4020 | +11   | 016:120 |
| 5.  | HC PPD Zagreb        | 14  | 6  | 2 | 6  | 0373:3730 | ±0    | 014:140 |
| 6.  | OTP Bank-Pick Szeged | 14  | 6  | 1 | 7  | 0401:4140 | −13   | 013:150 |
| 7.  | Kolstad Håndball     | 14  | 5  | 1 | 8  | 0393:4010 | −8    | 011:170 |
| 8.  | RK Eurofarm Pelister | 14  | 0  | 0 | 14 | 0333:4210 | −88   | 00:280  |

| Mi., 13. September 2023 18:45 Uhr | Industria Kielce      | 31:34   | Aalborg Håndbold      | Hala Legionów, Kielce Zuschauer: 3.800 Schiedsrichter: C. Bonaventura, J. Bonaventura |
| Mi., 13. September 2023 18:45 Uhr | meiste Tore: Sićko 11 | (15:18) | meiste Tore: Hansen 7 | Hala Legionów, Kielce Zuschauer: 3.800 Schiedsrichter: C. Bonaventura, J. Bonaventura |
| Mi., 13. September 2023 18:45 Uhr | Bericht               |         |                       | Hala Legionów, Kielce Zuschauer: 3.800 Schiedsrichter: C. Bonaventura, J. Bonaventura |

| Mi., 13. September 2023 18:45 Uhr | RK Eurofarm Pelister       | 22:31   | Kolstad Håndball       | Sporthalle Boro Čurlevski, Bitola Zuschauer: 3.000 Schiedsrichter: Schulze, Tönnies |
| Mi., 13. September 2023 18:45 Uhr | meiste Tore: Radivojević 6 | (10:16) | meiste Tore: Aalberg 9 | Sporthalle Boro Čurlevski, Bitola Zuschauer: 3.000 Schiedsrichter: Schulze, Tönnies |
| Mi., 13. September 2023 18:45 Uhr | Bericht                    |         |                        | Sporthalle Boro Čurlevski, Bitola Zuschauer: 3.000 Schiedsrichter: Schulze, Tönnies |

| Do., 14. September 2023 18:45 Uhr | OTP Bank-Pick Szeged    | 29:31   | Paris Saint-Germain    | Pick Aréna, Szeged Zuschauer: 4.700 Schiedsrichter: Brunner, Salah |
| Do., 14. September 2023 18:45 Uhr | meiste Tore: Šoštarić 9 | (13:16) | meiste Tore: Syprzak 6 | Pick Aréna, Szeged Zuschauer: 4.700 Schiedsrichter: Brunner, Salah |
| Do., 14. September 2023 18:45 Uhr | Bericht                 |         |                        | Pick Aréna, Szeged Zuschauer: 4.700 Schiedsrichter: Brunner, Salah |

| Do., 14. September 2023 18:45 Uhr | HC PPD Zagreb          | 23:30  | THW Kiel               | Arena Zagreb, Zagreb Zuschauer: 4.874 Schiedsrichter: Horváth, Marton |
| Do., 14. September 2023 18:45 Uhr | meiste Tore: Dibirow 4 | (9:16) | meiste Tore: Wiencek 8 | Arena Zagreb, Zagreb Zuschauer: 4.874 Schiedsrichter: Horváth, Marton |
| Do., 14. September 2023 18:45 Uhr | Bericht                |        |                        | Arena Zagreb, Zagreb Zuschauer: 4.874 Schiedsrichter: Horváth, Marton |

| Mi., 20. September 2023 20:45 Uhr | Aalborg Håndbold    | 38:23   | RK Eurofarm Pelister    | Sparekassen Danmark Arena, Aalborg Zuschauer: 5.072 Schiedsrichter: Marín, García |
| Mi., 20. September 2023 20:45 Uhr | meiste Tore: Vlah 7 | (18:10) | meiste Tore: Petrović 7 | Sparekassen Danmark Arena, Aalborg Zuschauer: 5.072 Schiedsrichter: Marín, García |
| Mi., 20. September 2023 20:45 Uhr | Bericht             |         |                         | Sparekassen Danmark Arena, Aalborg Zuschauer: 5.072 Schiedsrichter: Marín, García |

| Do., 21. September 2023 18:45 Uhr | THW Kiel              | 35:32   | OTP Bank-Pick Szeged    | Wunderino Arena, Kiel Zuschauer: 5.234 Schiedsrichter: Lah, Sok |
| Do., 21. September 2023 18:45 Uhr | meiste Tore: Ekberg 7 | (16:15) | meiste Tore: Šoštarić 8 | Wunderino Arena, Kiel Zuschauer: 5.234 Schiedsrichter: Lah, Sok |
| Do., 21. September 2023 18:45 Uhr | Bericht               |         |                         | Wunderino Arena, Kiel Zuschauer: 5.234 Schiedsrichter: Lah, Sok |

| Do., 21. September 2023 18:45 Uhr | Paris Saint-Germain    | 35:31   | HC PPD Zagreb          | Stade Pierre de Coubertin, Paris Zuschauer: 2.523 Schiedsrichter: Cacador, Nicolau |
| Do., 21. September 2023 18:45 Uhr | meiste Tore: Syprzak 8 | (18:16) | meiste Tore: Morales 7 | Stade Pierre de Coubertin, Paris Zuschauer: 2.523 Schiedsrichter: Cacador, Nicolau |
| Do., 21. September 2023 18:45 Uhr | Bericht                |         |                        | Stade Pierre de Coubertin, Paris Zuschauer: 2.523 Schiedsrichter: Cacador, Nicolau |

| Do., 21. September 2023 18:45 Uhr | Kolstad Håndball                  | 30:32   | Industria Kielce     | Trondheim Spektrum, Trondheim Zuschauer: 5.611 Schiedsrichter: D. Accoto Martins, R. Accoto Martins |
| Do., 21. September 2023 18:45 Uhr | meiste Tore: Søgard Johannessen 8 | (11:17) | meiste Tore: Sićko 6 | Trondheim Spektrum, Trondheim Zuschauer: 5.611 Schiedsrichter: D. Accoto Martins, R. Accoto Martins |
| Do., 21. September 2023 18:45 Uhr | Bericht                           |         |                      | Trondheim Spektrum, Trondheim Zuschauer: 5.611 Schiedsrichter: D. Accoto Martins, R. Accoto Martins |

| Mi., 27. September 2023 18:45 Uhr | OTP Bank-Pick Szeged    | 34:27   | Aalborg Håndbold      | Pick Aréna, Szeged Zuschauer: 4.032 Schiedsrichter: A. Konjičanin, D. Konjičanin |
| Mi., 27. September 2023 18:45 Uhr | meiste Tore: Šoštarić 9 | (20:16) | meiste Tore: Hansen 6 | Pick Aréna, Szeged Zuschauer: 4.032 Schiedsrichter: A. Konjičanin, D. Konjičanin |
| Mi., 27. September 2023 18:45 Uhr | Bericht                 |         |                       | Pick Aréna, Szeged Zuschauer: 4.032 Schiedsrichter: A. Konjičanin, D. Konjičanin |

| Mi., 27. September 2023 18:45 Uhr | Industria Kielce     | 30:29   | Paris Saint-Germain    | Hala Legionów, Kielce Zuschauer: 4.200 Schiedsrichter: Mažeika, Gatelis |
| Mi., 27. September 2023 18:45 Uhr | meiste Tore: Sićko 8 | (16:15) | meiste Tore: Syprzak 7 | Hala Legionów, Kielce Zuschauer: 4.200 Schiedsrichter: Mažeika, Gatelis |
| Mi., 27. September 2023 18:45 Uhr | Bericht              |         |                        | Hala Legionów, Kielce Zuschauer: 4.200 Schiedsrichter: Mažeika, Gatelis |

| Mi., 27. September 2023 18:45 Uhr | RK Eurofarm Pelister       | 20:23  | THW Kiel                                       | Sporthalle Boro Čurlevski, Bitola Zuschauer: 2.700 Schiedsrichter: Brkić, Jusufhodžić |
| Mi., 27. September 2023 18:45 Uhr | meiste Tore: Radivojević 5 | (9:11) | meiste Tore: Ekberg, Ellefsen á Skipagøtu je 5 | Sporthalle Boro Čurlevski, Bitola Zuschauer: 2.700 Schiedsrichter: Brkić, Jusufhodžić |
| Mi., 27. September 2023 18:45 Uhr | Bericht                    |        |                                                | Sporthalle Boro Čurlevski, Bitola Zuschauer: 2.700 Schiedsrichter: Brkić, Jusufhodžić |

| Do., 28. September 2023 18:45 Uhr | HC PPD Zagreb          | 31:20   | Kolstad Håndball           | Arena Zagreb, Zagreb Zuschauer: 1.473 Schiedsrichter: Kurtagic, Wetterwik |
| Do., 28. September 2023 18:45 Uhr | meiste Tore: Morales 8 | (17:10) | meiste Tore: Guðjónsson 11 | Arena Zagreb, Zagreb Zuschauer: 1.473 Schiedsrichter: Kurtagic, Wetterwik |
| Do., 28. September 2023 18:45 Uhr | Bericht                |         |                            | Arena Zagreb, Zagreb Zuschauer: 1.473 Schiedsrichter: Kurtagic, Wetterwik |

| Mi., 11. Oktober 2023 20:45 Uhr | THW Kiel                                          | 35:31   | Industria Kielce                 | Wunderino Arena, Kiel Zuschauer: 6.071 Schiedsrichter: Hansen, Madsen |
| Mi., 11. Oktober 2023 20:45 Uhr | meiste Tore: Johansson, Ellefsen á Skipagøtu je 7 | (15:16) | meiste Tore: Sićko, Tournat je 7 | Wunderino Arena, Kiel Zuschauer: 6.071 Schiedsrichter: Hansen, Madsen |
| Mi., 11. Oktober 2023 20:45 Uhr | Bericht                                           |         |                                  | Wunderino Arena, Kiel Zuschauer: 6.071 Schiedsrichter: Hansen, Madsen |

| Do., 12. Oktober 2023 18:45 Uhr | Kolstad Håndball                   | 37:24   | OTP Bank-Pick Szeged           | Trondheim Spektrum, Trondheim Zuschauer: 5.121 Schiedsrichter: Marín, García |
| Do., 12. Oktober 2023 18:45 Uhr | meiste Tore: Lyse, Guðjónsson je 8 | (24:11) | meiste Tore: drei Spieler je 5 | Trondheim Spektrum, Trondheim Zuschauer: 5.121 Schiedsrichter: Marín, García |
| Do., 12. Oktober 2023 18:45 Uhr | Bericht                            |         |                                | Trondheim Spektrum, Trondheim Zuschauer: 5.121 Schiedsrichter: Marín, García |

| Do., 12. Oktober 2023 18:45 Uhr | HC PPD Zagreb       | 30:30   | Aalborg Håndbold                         | Arena Zagreb, Zagreb Zuschauer: 5.018 Schiedsrichter: Schulze, Tönnies |
| Do., 12. Oktober 2023 18:45 Uhr | meiste Tore: Srna 7 | (15:15) | meiste Tore: Hoxer Hangaard, Hansen je 6 | Arena Zagreb, Zagreb Zuschauer: 5.018 Schiedsrichter: Schulze, Tönnies |
| Do., 12. Oktober 2023 18:45 Uhr | Bericht             |         |                                          | Arena Zagreb, Zagreb Zuschauer: 5.018 Schiedsrichter: Schulze, Tönnies |

| Do., 12. Oktober 2023 20:45 Uhr | Paris Saint-Germain    | 31:26   | RK Eurofarm Pelister           | Stade Pierre de Coubertin, Paris Zuschauer: 2.431 Schiedsrichter: Erdoğan, Özdeniz |
| Do., 12. Oktober 2023 20:45 Uhr | meiste Tore: Syprzak 7 | (15:12) | meiste Tore: drei Spieler je 5 | Stade Pierre de Coubertin, Paris Zuschauer: 2.431 Schiedsrichter: Erdoğan, Özdeniz |
| Do., 12. Oktober 2023 20:45 Uhr | Bericht                |         |                                | Stade Pierre de Coubertin, Paris Zuschauer: 2.431 Schiedsrichter: Erdoğan, Özdeniz |

| Mi., 18. Oktober 2023 20:45 Uhr | Paris Saint-Germain   | 33:30   | Aalborg Håndbold      | Stade Pierre de Coubertin, Paris Zuschauer: 2.433 Schiedsrichter: Lah, Sok |
| Mi., 18. Oktober 2023 20:45 Uhr | meiste Tore: Prandi 8 | (15:14) | meiste Tore: Hansen 7 | Stade Pierre de Coubertin, Paris Zuschauer: 2.433 Schiedsrichter: Lah, Sok |
| Mi., 18. Oktober 2023 20:45 Uhr | Bericht               |         |                       | Stade Pierre de Coubertin, Paris Zuschauer: 2.433 Schiedsrichter: Lah, Sok |

| Do., 19. Oktober 2023 18:45 Uhr | Kolstad Håndball           | 34:30   | THW Kiel               | Trondheim Spektrum, Trondheim Zuschauer: 7.120 Schiedsrichter: Pálsson, Elíasson |
| Do., 19. Oktober 2023 18:45 Uhr | meiste Tore: Guðjónsson 10 | (19:16) | meiste Tore: Ekberg 10 | Trondheim Spektrum, Trondheim Zuschauer: 7.120 Schiedsrichter: Pálsson, Elíasson |
| Do., 19. Oktober 2023 18:45 Uhr | Bericht                    |         |                        | Trondheim Spektrum, Trondheim Zuschauer: 7.120 Schiedsrichter: Pálsson, Elíasson |

| Do., 19. Oktober 2023 18:45 Uhr | HC PPD Zagreb                 | 27:18   | RK Eurofarm Pelister  | Arena Zagreb, Zagreb Zuschauer: 6.100 Schiedsrichter: D. Accoto Martins, R. Accoto Martins |
| Do., 19. Oktober 2023 18:45 Uhr | meiste Tore: Kos, Kavčič je 5 | (10:10) | meiste Tore: Borzaš 3 | Arena Zagreb, Zagreb Zuschauer: 6.100 Schiedsrichter: D. Accoto Martins, R. Accoto Martins |
| Do., 19. Oktober 2023 18:45 Uhr | Bericht                       |         |                       | Arena Zagreb, Zagreb Zuschauer: 6.100 Schiedsrichter: D. Accoto Martins, R. Accoto Martins |

| Do., 19. Oktober 2023 20:45 Uhr | Industria Kielce      | 27:27   | OTP Bank-Pick Szeged     | Hala Legionów, Kielce Zuschauer: 4.200 Schiedsrichter: Kurtagic, Wetterwik |
| Do., 19. Oktober 2023 20:45 Uhr | meiste Tore: Moryto 6 | (14:15) | meiste Tore: Stepančić 6 | Hala Legionów, Kielce Zuschauer: 4.200 Schiedsrichter: Kurtagic, Wetterwik |
| Do., 19. Oktober 2023 20:45 Uhr | Bericht               |         |                          | Hala Legionów, Kielce Zuschauer: 4.200 Schiedsrichter: Kurtagic, Wetterwik |

| Mi., 25. Oktober 2023 18:45 Uhr | Aalborg Håndbold              | 27:25   | Kolstad Håndball        | Sparekassen Danmark Arena, Aalborg Zuschauer: 5.320 Schiedsrichter: Horáček, Novotný |
| Mi., 25. Oktober 2023 18:45 Uhr | meiste Tore: Hoxer Hangaard 7 | (17:12) | meiste Tore: Sagosen 10 | Sparekassen Danmark Arena, Aalborg Zuschauer: 5.320 Schiedsrichter: Horáček, Novotný |
| Mi., 25. Oktober 2023 18:45 Uhr | Bericht                       |         |                         | Sparekassen Danmark Arena, Aalborg Zuschauer: 5.320 Schiedsrichter: Horáček, Novotný |

| Mi., 25. Oktober 2023 20:45 Uhr | RK Eurofarm Pelister       | 21:24  | Industria Kielce          | Sporthalle Boro Čurlevski, Bitola Zuschauer: 3.000 Schiedsrichter: Boričić, Marković |
| Mi., 25. Oktober 2023 20:45 Uhr | meiste Tore: Radivojević 6 | (8:14) | meiste Tore: Olejniczak 5 | Sporthalle Boro Čurlevski, Bitola Zuschauer: 3.000 Schiedsrichter: Boričić, Marković |
| Mi., 25. Oktober 2023 20:45 Uhr | Bericht                    |        |                           | Sporthalle Boro Čurlevski, Bitola Zuschauer: 3.000 Schiedsrichter: Boričić, Marković |

| Do., 26. Oktober 2023 18:45 Uhr | OTP Bank-Pick Szeged           | 27:26   | HC PPD Zagreb      | Pick Aréna, Szeged Zuschauer: 4.515 Schiedsrichter: C. Bonaventura, J. Bonaventura |
| Do., 26. Oktober 2023 18:45 Uhr | meiste Tore: drei Spieler je 4 | (13:15) | meiste Tore: Kos 5 | Pick Aréna, Szeged Zuschauer: 4.515 Schiedsrichter: C. Bonaventura, J. Bonaventura |
| Do., 26. Oktober 2023 18:45 Uhr | Bericht                        |         |                    | Pick Aréna, Szeged Zuschauer: 4.515 Schiedsrichter: C. Bonaventura, J. Bonaventura |

| Do., 26. Oktober 2023 20:45 Uhr | Paris Saint-Germain    | 28:34   | THW Kiel                                         | Stade Pierre de Coubertin, Paris Zuschauer: 3.300 Schiedsrichter: Marín, García |
| Do., 26. Oktober 2023 20:45 Uhr | meiste Tore: Syprzak 8 | (14:13) | meiste Tore: Reinkind, Ellefsen á Skipagøtu je 7 | Stade Pierre de Coubertin, Paris Zuschauer: 3.300 Schiedsrichter: Marín, García |
| Do., 26. Oktober 2023 20:45 Uhr | Bericht                |         |                                                  | Stade Pierre de Coubertin, Paris Zuschauer: 3.300 Schiedsrichter: Marín, García |

| Mi., 15. November 2023 18:45 Uhr | Kolstad Håndball    | 36:31   | Paris Saint-Germain               | Trondheim Spektrum, Trondheim Zuschauer: 8.900 Schiedsrichter: Nikolov, Načevski |
| Mi., 15. November 2023 18:45 Uhr | meiste Tore: Rød 12 | (14:16) | meiste Tore: Syprzak, Prandi je 7 | Trondheim Spektrum, Trondheim Zuschauer: 8.900 Schiedsrichter: Nikolov, Načevski |
| Mi., 15. November 2023 18:45 Uhr | Bericht             |         |                                   | Trondheim Spektrum, Trondheim Zuschauer: 8.900 Schiedsrichter: Nikolov, Načevski |

| Do., 16. November 2023 18:45 Uhr | THW Kiel              | 18:27  | Aalborg Håndbold        | Wunderino Arena, Kiel Zuschauer: 7.150 Schiedsrichter: D. Accoto Martins, R. Accoto Martins |
| Do., 16. November 2023 18:45 Uhr | meiste Tore: Ekberg 7 | (6:11) | meiste Tore: Barthold 5 | Wunderino Arena, Kiel Zuschauer: 7.150 Schiedsrichter: D. Accoto Martins, R. Accoto Martins |
| Do., 16. November 2023 18:45 Uhr | Bericht               |        |                         | Wunderino Arena, Kiel Zuschauer: 7.150 Schiedsrichter: D. Accoto Martins, R. Accoto Martins |

| Do., 16. November 2023 18:45 Uhr | OTP Bank-Pick Szeged    | 34:26   | RK Eurofarm Pelister     | Szeged Zuschauer: 3.246 Schiedsrichter: I. Covalciuc, A. Covalciuc |
| Do., 16. November 2023 18:45 Uhr | meiste Tore: Šoštarić 9 | (18:19) | meiste Tore: Wassiljew 5 | Szeged Zuschauer: 3.246 Schiedsrichter: I. Covalciuc, A. Covalciuc |
| Do., 16. November 2023 18:45 Uhr | Bericht                 |         |                          | Szeged Zuschauer: 3.246 Schiedsrichter: I. Covalciuc, A. Covalciuc |

| Do., 16. November 2023 18:45 Uhr | HC PPD Zagreb      | 22:22   | Industria Kielce             | Arena Zagreb, Zagreb Zuschauer: 6.120 Schiedsrichter: A. Konjičanin, D. Konjičanin |
| Do., 16. November 2023 18:45 Uhr | meiste Tore: Kos 5 | (11:10) | meiste Tore: D. Dujshebaev 4 | Arena Zagreb, Zagreb Zuschauer: 6.120 Schiedsrichter: A. Konjičanin, D. Konjičanin |
| Do., 16. November 2023 18:45 Uhr | Bericht            |         |                              | Arena Zagreb, Zagreb Zuschauer: 6.120 Schiedsrichter: A. Konjičanin, D. Konjičanin |

| Mi., 22. November 2023 18:45 Uhr | RK Eurofarm Pelister  | 27:28   | OTP Bank-Pick Szeged    | Sporthalle Boro Čurlevski, Bitola Zuschauer: 3.000 Schiedsrichter: K. Gasmi, R. Gasmi |
| Mi., 22. November 2023 18:45 Uhr | meiste Tore: Borzaš 6 | (12:15) | meiste Tore: Šoštarić 7 | Sporthalle Boro Čurlevski, Bitola Zuschauer: 3.000 Schiedsrichter: K. Gasmi, R. Gasmi |
| Mi., 22. November 2023 18:45 Uhr | Bericht               |         |                         | Sporthalle Boro Čurlevski, Bitola Zuschauer: 3.000 Schiedsrichter: K. Gasmi, R. Gasmi |

| Mi., 22. November 2023 18:45 Uhr | Aalborg Håndbold                       | 27:27   | THW Kiel             | Sparekassen Danmark Arena, Aalborg Zuschauer: 5.500 Schiedsrichter: Mažeika, Gatelis |
| Mi., 22. November 2023 18:45 Uhr | meiste Tore: Nilsson, Hald Jensen je 5 | (13:17) | meiste Tore: Bilyk 6 | Sparekassen Danmark Arena, Aalborg Zuschauer: 5.500 Schiedsrichter: Mažeika, Gatelis |
| Mi., 22. November 2023 18:45 Uhr | Bericht                                |         |                      | Sparekassen Danmark Arena, Aalborg Zuschauer: 5.500 Schiedsrichter: Mažeika, Gatelis |

| Mi., 22. November 2023 20:45 Uhr | Paris Saint-Germain    | 28:28   | Kolstad Håndball        | Stade Pierre de Coubertin, Paris Zuschauer: 3.250 Schiedsrichter: Merz, Kuttler |
| Mi., 22. November 2023 20:45 Uhr | meiste Tore: Prandi 10 | (13:15) | meiste Tore: Sagosen 10 | Stade Pierre de Coubertin, Paris Zuschauer: 3.250 Schiedsrichter: Merz, Kuttler |
| Mi., 22. November 2023 20:45 Uhr | Bericht                |         |                         | Stade Pierre de Coubertin, Paris Zuschauer: 3.250 Schiedsrichter: Merz, Kuttler |

| Do., 23. November 2023 18:45 Uhr | Industria Kielce        | 28:24   | HC PPD Zagreb                  | Hala Legionów, Kielce Zuschauer: 4.200 Schiedsrichter: Horáček, Novotný |
| Do., 23. November 2023 18:45 Uhr | meiste Tore: Wiaderny 5 | (12:12) | meiste Tore: Kos, Dibirow je 5 | Hala Legionów, Kielce Zuschauer: 4.200 Schiedsrichter: Horáček, Novotný |
| Do., 23. November 2023 18:45 Uhr | Bericht                 |         |                                | Hala Legionów, Kielce Zuschauer: 4.200 Schiedsrichter: Horáček, Novotný |

| Mi., 29. November 2023 18:45 Uhr | Kolstad Håndball       | 18:29  | Aalborg Håndbold              | Trondheim Spektrum, Trondheim Zuschauer: 8.515 Schiedsrichter: Pavićević, Ražnatović |
| Mi., 29. November 2023 18:45 Uhr | meiste Tore: Sagosen 4 | (9:14) | meiste Tore: Hoxer Hangaard 6 | Trondheim Spektrum, Trondheim Zuschauer: 8.515 Schiedsrichter: Pavićević, Ražnatović |
| Mi., 29. November 2023 18:45 Uhr | Bericht                |        |                               | Trondheim Spektrum, Trondheim Zuschauer: 8.515 Schiedsrichter: Pavićević, Ražnatović |

| Mi., 29. November 2023 18:45 Uhr | HC PPD Zagreb                 | 30:25   | OTP Bank-Pick Szeged     | Arena Zagreb, Zagreb Zuschauer: 6.380 Schiedsrichter: Nikolov, Načevski |
| Mi., 29. November 2023 18:45 Uhr | meiste Tore: Srna, Čupić je 6 | (17:12) | meiste Tore: Mačkovšek 5 | Arena Zagreb, Zagreb Zuschauer: 6.380 Schiedsrichter: Nikolov, Načevski |
| Mi., 29. November 2023 18:45 Uhr | Bericht                       |         |                          | Arena Zagreb, Zagreb Zuschauer: 6.380 Schiedsrichter: Nikolov, Načevski |

| Do., 30. November 2023 18:45 Uhr | THW Kiel              | 26:24   | Paris Saint-Germain     | Wunderino Arena, Kiel Zuschauer: 8.204 Schiedsrichter: Jørum, Kleven |
| Do., 30. November 2023 18:45 Uhr | meiste Tore: Ekberg 5 | (15:10) | meiste Tore: Grébille 6 | Wunderino Arena, Kiel Zuschauer: 8.204 Schiedsrichter: Jørum, Kleven |
| Do., 30. November 2023 18:45 Uhr | Bericht               |         |                         | Wunderino Arena, Kiel Zuschauer: 8.204 Schiedsrichter: Jørum, Kleven |

| Do., 30. November 2023 20:45 Uhr | Industria Kielce          | 35:25   | RK Eurofarm Pelister | Hala Legionów, Kielce Zuschauer: 4.000 Schiedsrichter: Cacador, Nicolau |
| Do., 30. November 2023 20:45 Uhr | meiste Tore: Þrastarson 7 | (18:13) | meiste Tore: Cehte 7 | Hala Legionów, Kielce Zuschauer: 4.000 Schiedsrichter: Cacador, Nicolau |
| Do., 30. November 2023 20:45 Uhr | Bericht                   |         |                      | Hala Legionów, Kielce Zuschauer: 4.000 Schiedsrichter: Cacador, Nicolau |

| Mi., 6. Dezember 2023 18:45 Uhr | THW Kiel              | 26:25   | Kolstad Håndball               | Wunderino Arena, Kiel Zuschauer: 6.811 Schiedsrichter: C. Bonaventura, J. Bonaventura |
| Mi., 6. Dezember 2023 18:45 Uhr | meiste Tore: Ekberg 8 | (15:12) | meiste Tore: drei Spieler je 5 | Wunderino Arena, Kiel Zuschauer: 6.811 Schiedsrichter: C. Bonaventura, J. Bonaventura |
| Mi., 6. Dezember 2023 18:45 Uhr | Bericht               |         |                                | Wunderino Arena, Kiel Zuschauer: 6.811 Schiedsrichter: C. Bonaventura, J. Bonaventura |

| Mi., 6. Dezember 2023 18:45 Uhr | OTP Bank-Pick Szeged           | 26:25   | Industria Kielce             | Szeged Zuschauer: 4.506 Schiedsrichter: Elíasson, Pálsson |
| Mi., 6. Dezember 2023 18:45 Uhr | meiste Tore: vier Spieler je 4 | (15:11) | meiste Tore: A. Dujshebaev 6 | Szeged Zuschauer: 4.506 Schiedsrichter: Elíasson, Pálsson |
| Mi., 6. Dezember 2023 18:45 Uhr | Bericht                        |         |                              | Szeged Zuschauer: 4.506 Schiedsrichter: Elíasson, Pálsson |

| Do., 7. Dezember 2023 18:45 Uhr | RK Eurofarm Pelister       | 22:23   | HC PPD Zagreb          | Sporthalle Boro Čurlevski, Bitola Zuschauer: 3.000 Schiedsrichter: Marín, García |
| Do., 7. Dezember 2023 18:45 Uhr | meiste Tore: Kuzmanovski 8 | (10:13) | meiste Tore: Klarica 5 | Sporthalle Boro Čurlevski, Bitola Zuschauer: 3.000 Schiedsrichter: Marín, García |
| Do., 7. Dezember 2023 18:45 Uhr | Bericht                    |         |                        | Sporthalle Boro Čurlevski, Bitola Zuschauer: 3.000 Schiedsrichter: Marín, García |

| Do., 7. Dezember 2023 18:45 Uhr | Aalborg Håndbold        | 30:32   | Paris Saint-Germain   | Sparekassen Danmark Arena, Aalborg Zuschauer: 5.500 Schiedsrichter: Bíró, Kiss |
| Do., 7. Dezember 2023 18:45 Uhr | meiste Tore: Nilsson 10 | (15:15) | meiste Tore: Prandi 6 | Sparekassen Danmark Arena, Aalborg Zuschauer: 5.500 Schiedsrichter: Bíró, Kiss |
| Do., 7. Dezember 2023 18:45 Uhr | Bericht                 |         |                       | Sparekassen Danmark Arena, Aalborg Zuschauer: 5.500 Schiedsrichter: Bíró, Kiss |

| Mi., 14. Februar 2024 18:45 Uhr | RK Eurofarm Pelister           | 25:31  | Paris Saint-Germain    | Sporthalle Boro Čurlevski, Bitola Zuschauer: 3.000 Schiedsrichter: Horáček, Novotný |
| Mi., 14. Februar 2024 18:45 Uhr | meiste Tore: fünf Spieler je 3 | (9:15) | meiste Tore: Syprzak 7 | Sporthalle Boro Čurlevski, Bitola Zuschauer: 3.000 Schiedsrichter: Horáček, Novotný |
| Mi., 14. Februar 2024 18:45 Uhr | Bericht                        |        |                        | Sporthalle Boro Čurlevski, Bitola Zuschauer: 3.000 Schiedsrichter: Horáček, Novotný |

| Mi., 14. Februar 2024 20:45 Uhr | Industria Kielce                         | 36:36   | THW Kiel                            | Hala Legionów, Kielce Zuschauer: 4.200 Schiedsrichter: Boričić, Marković |
| Mi., 14. Februar 2024 20:45 Uhr | meiste Tore: A. Dujshebaev, Tournat je 6 | (15:17) | meiste Tore: Ekberg, Johansson je 7 | Hala Legionów, Kielce Zuschauer: 4.200 Schiedsrichter: Boričić, Marković |
| Mi., 14. Februar 2024 20:45 Uhr | Bericht                                  |         |                                     | Hala Legionów, Kielce Zuschauer: 4.200 Schiedsrichter: Boričić, Marković |

| Do., 15. Februar 2024 18:45 Uhr | OTP Bank-Pick Szeged   | 29:27   | Kolstad Håndball          | Pick Aréna, Szeged Zuschauer: 4.491 Schiedsrichter: D. Accoto Martins, R. Accoto Martins |
| Do., 15. Februar 2024 18:45 Uhr | meiste Tore: Bánhidi 8 | (15:13) | meiste Tore: Guðjónsson 8 | Pick Aréna, Szeged Zuschauer: 4.491 Schiedsrichter: D. Accoto Martins, R. Accoto Martins |
| Do., 15. Februar 2024 18:45 Uhr | Bericht                |         |                           | Pick Aréna, Szeged Zuschauer: 4.491 Schiedsrichter: D. Accoto Martins, R. Accoto Martins |

| Do., 15. Februar 2024 18:45 Uhr | Aalborg Håndbold      | 32:22   | HC PPD Zagreb               | Sparekassen Danmark Arena, Aalborg Zuschauer: 5.475 Schiedsrichter: I. Covalciuc, A. Covalciuc |
| Do., 15. Februar 2024 18:45 Uhr | meiste Tore: Hansen 6 | (18:12) | meiste Tore: Filip Glavaš 5 | Sparekassen Danmark Arena, Aalborg Zuschauer: 5.475 Schiedsrichter: I. Covalciuc, A. Covalciuc |
| Do., 15. Februar 2024 18:45 Uhr | Bericht               |         |                             | Sparekassen Danmark Arena, Aalborg Zuschauer: 5.475 Schiedsrichter: I. Covalciuc, A. Covalciuc |

| Mi., 21. Februar 2024 18:45 Uhr | Kolstad Håndball    | 25:34   | HC PPD Zagreb                  | Trondheim Spektrum, Trondheim Zuschauer: 5.432 Schiedsrichter: Alvarez Mata, Bustamante Lopez |
| Mi., 21. Februar 2024 18:45 Uhr | meiste Tore: Lyse 6 | (10:18) | meiste Tore: Kos, Morales je 5 | Trondheim Spektrum, Trondheim Zuschauer: 5.432 Schiedsrichter: Alvarez Mata, Bustamante Lopez |
| Mi., 21. Februar 2024 18:45 Uhr | Bericht             |         |                                | Trondheim Spektrum, Trondheim Zuschauer: 5.432 Schiedsrichter: Alvarez Mata, Bustamante Lopez |

| Mi., 21. Februar 2024 18:45 Uhr | Aalborg Håndbold    | 31:26   | OTP Bank-Pick Szeged    | Sparekassen Danmark Arena, Aalborg Zuschauer: 5.112 Schiedsrichter: Brkić, Jusufhodžić |
| Mi., 21. Februar 2024 18:45 Uhr | meiste Tore: Vlah 5 | (14:16) | meiste Tore: Šoštarić 7 | Sparekassen Danmark Arena, Aalborg Zuschauer: 5.112 Schiedsrichter: Brkić, Jusufhodžić |
| Mi., 21. Februar 2024 18:45 Uhr | Bericht             |         |                         | Sparekassen Danmark Arena, Aalborg Zuschauer: 5.112 Schiedsrichter: Brkić, Jusufhodžić |

| Do., 22. Februar 2024 18:45 Uhr | THW Kiel                            | 29:23   | RK Eurofarm Pelister       | Wunderino Arena, Kiel Zuschauer: 6.428 Schiedsrichter: Bíró, Kiss |
| Do., 22. Februar 2024 18:45 Uhr | meiste Tore: Ellefsen á Skipagøtu 8 | (19:10) | meiste Tore: Radivojević 6 | Wunderino Arena, Kiel Zuschauer: 6.428 Schiedsrichter: Bíró, Kiss |
| Do., 22. Februar 2024 18:45 Uhr | Bericht                             |         |                            | Wunderino Arena, Kiel Zuschauer: 6.428 Schiedsrichter: Bíró, Kiss |

| Do., 22. Februar 2024 20:45 Uhr | Paris Saint-Germain            | 35:26   | Industria Kielce     | Stade Pierre de Coubertin, Paris Zuschauer: 3.336 Schiedsrichter: Pavićević, Ražnatović |
| Do., 22. Februar 2024 20:45 Uhr | meiste Tore: drei Spieler je 6 | (15:14) | meiste Tore: Sićko 6 | Stade Pierre de Coubertin, Paris Zuschauer: 3.336 Schiedsrichter: Pavićević, Ražnatović |
| Do., 22. Februar 2024 20:45 Uhr | Bericht                        |         |                      | Stade Pierre de Coubertin, Paris Zuschauer: 3.336 Schiedsrichter: Pavićević, Ražnatović |

| Mi., 28. Februar 2024 18:45 Uhr | OTP Bank-Pick Szeged    | 27:28   | THW Kiel                 | Pick Aréna, Szeged Zuschauer: 6.569 Schiedsrichter: Kurtagic, Wetterwik |
| Mi., 28. Februar 2024 18:45 Uhr | meiste Tore: Šoštarić 8 | (14:16) | meiste Tore: Johansson 8 | Pick Aréna, Szeged Zuschauer: 6.569 Schiedsrichter: Kurtagic, Wetterwik |
| Mi., 28. Februar 2024 18:45 Uhr | Bericht                 |         |                          | Pick Aréna, Szeged Zuschauer: 6.569 Schiedsrichter: Kurtagic, Wetterwik |

| Mi., 28. Februar 2024 20:45 Uhr | RK Eurofarm Pelister       | 28:33   | Aalborg Håndbold                     | Sporthalle Boro Čurlevski, Bitola Zuschauer: 2.870 Schiedsrichter: Budzak, Zahradnik |
| Mi., 28. Februar 2024 20:45 Uhr | meiste Tore: Kuzmanovski 9 | (14:17) | meiste Tore: Barthold, Bjørnsen je 5 | Sporthalle Boro Čurlevski, Bitola Zuschauer: 2.870 Schiedsrichter: Budzak, Zahradnik |
| Mi., 28. Februar 2024 20:45 Uhr | Bericht                    |         |                                      | Sporthalle Boro Čurlevski, Bitola Zuschauer: 2.870 Schiedsrichter: Budzak, Zahradnik |

| Do., 29. Februar 2024 18:45 Uhr | Industria Kielce             | 31:23   | Kolstad Håndball    | Hala Legionów, Kielce Zuschauer: 4.200 Schiedsrichter: I. Covalciuc, A. Covalciuc |
| Do., 29. Februar 2024 18:45 Uhr | meiste Tore: A. Dujshebaev 8 | (13:10) | meiste Tore: Lyse 6 | Hala Legionów, Kielce Zuschauer: 4.200 Schiedsrichter: I. Covalciuc, A. Covalciuc |
| Do., 29. Februar 2024 18:45 Uhr | Bericht                      |         |                     | Hala Legionów, Kielce Zuschauer: 4.200 Schiedsrichter: I. Covalciuc, A. Covalciuc |

| Do., 29. Februar 2024 18:45 Uhr | HC PPD Zagreb           | 28:26   | Paris Saint-Germain    | Arena Zagreb, Zagreb Zuschauer: 12.260 Schiedsrichter: Lah, Sok |
| Do., 29. Februar 2024 18:45 Uhr | meiste Tore: Klarica 10 | (13:13) | meiste Tore: Syprzak 6 | Arena Zagreb, Zagreb Zuschauer: 12.260 Schiedsrichter: Lah, Sok |
| Do., 29. Februar 2024 18:45 Uhr | Bericht                 |         |                        | Arena Zagreb, Zagreb Zuschauer: 12.260 Schiedsrichter: Lah, Sok |

| Mi., 6. März 2024 18:45 Uhr | THW Kiel              | 33:22   | HC PPD Zagreb                  | Wunderino Arena, Kiel Zuschauer: 9.021 Schiedsrichter: Brunner, Salah |
| Mi., 6. März 2024 18:45 Uhr | meiste Tore: Ekberg 9 | (17:15) | meiste Tore: drei Spieler je 4 | Wunderino Arena, Kiel Zuschauer: 9.021 Schiedsrichter: Brunner, Salah |
| Mi., 6. März 2024 18:45 Uhr | Bericht               |         |                                | Wunderino Arena, Kiel Zuschauer: 9.021 Schiedsrichter: Brunner, Salah |

| Mi., 6. März 2024 18:45 Uhr | Kolstad Håndball     | 34:27   | RK Eurofarm Pelister   | Trondheim Spektrum, Trondheim Zuschauer: 4.008 Schiedsrichter: Mažeika, Gatelis |
| Mi., 6. März 2024 18:45 Uhr | meiste Tore: Lyse 11 | (17:13) | meiste Tore: Borzaš 11 | Trondheim Spektrum, Trondheim Zuschauer: 4.008 Schiedsrichter: Mažeika, Gatelis |
| Mi., 6. März 2024 18:45 Uhr | Bericht              |         |                        | Trondheim Spektrum, Trondheim Zuschauer: 4.008 Schiedsrichter: Mažeika, Gatelis |

| Mi., 6. März 2024 20:45 Uhr | Paris Saint-Germain     | 37:33   | OTP Bank-Pick Szeged                  | Stade Pierre de Coubertin, Paris Zuschauer: 3.136 Schiedsrichter: Boričić, Marković |
| Mi., 6. März 2024 20:45 Uhr | meiste Tore: Syprzak 10 | (15:14) | meiste Tore: Martins, Garciandia je 8 | Stade Pierre de Coubertin, Paris Zuschauer: 3.136 Schiedsrichter: Boričić, Marković |
| Mi., 6. März 2024 20:45 Uhr | Bericht                 |         |                                       | Stade Pierre de Coubertin, Paris Zuschauer: 3.136 Schiedsrichter: Boričić, Marković |

| Mi., 6. März 2024 20:45 Uhr | Aalborg Håndbold               | 35:35   | Industria Kielce             | Sparekassen Danmark Arena, Aalborg Zuschauer: 5.137 Schiedsrichter: Lah, Sok |
| Mi., 6. März 2024 20:45 Uhr | meiste Tore: Hoxer Hangaard 12 | (15:18) | meiste Tore: A. Dujshebaev 8 | Sparekassen Danmark Arena, Aalborg Zuschauer: 5.137 Schiedsrichter: Lah, Sok |
| Mi., 6. März 2024 20:45 Uhr | Bericht                        |         |                              | Sparekassen Danmark Arena, Aalborg Zuschauer: 5.137 Schiedsrichter: Lah, Sok |

#### Gruppe B
| Pl. | Verein                   | Sp. | S  | U | N  | Tore      | Diff. | Punkte  |
| --- | ------------------------ | --- | -- | - | -- | --------- | ----- | ------- |
| 1.  | SC Magdeburg             | 14  | 12 | 0 | 2  | 0439:3840 | +55   | 024:40  |
| 2.  | FC Barcelona             | 14  | 11 | 0 | 3  | 0473:4090 | +64   | 022:60  |
| 3.  | Telekom Veszprém         | 14  | 10 | 0 | 4  | 0489:4360 | +53   | 020:80  |
| 4.  | Montpellier Handball     | 14  | 7  | 0 | 7  | 0411:3960 | +15   | 014:140 |
| 5.  | GOG                      | 14  | 6  | 1 | 7  | 0429:4450 | −16   | 013:150 |
| 6.  | Orlen Wisła Płock        | 14  | 5  | 1 | 8  | 0376:3860 | −10   | 011:170 |
| 7.  | FC Porto                 | 14  | 4  | 0 | 10 | 0409:4800 | −71   | 08:200  |
| 8.  | RK Celje Pivovarna Laško | 14  | 0  | 0 | 14 | 0400:4900 | −90   | 00:280  |

| Mi., 13. September 2023 20:45 Uhr | Montpellier Handball  | 25:30   | FC Barcelona       | Sud de France Arena, Montpellier Zuschauer: 7.500 Schiedsrichter: Mažeika, Gatelis |
| Mi., 13. September 2023 20:45 Uhr | meiste Tore: Hesham 5 | (11:16) | meiste Tore: Mem 8 | Sud de France Arena, Montpellier Zuschauer: 7.500 Schiedsrichter: Mažeika, Gatelis |
| Mi., 13. September 2023 20:45 Uhr | Bericht               |         |                    | Sud de France Arena, Montpellier Zuschauer: 7.500 Schiedsrichter: Mažeika, Gatelis |

| Mi., 13. September 2023 20:45 Uhr | GOG                    | 38:36   | RK Celje Pivovarna Laško | Jyske Bank Arena, Odense Zuschauer: 2.454 Schiedsrichter: A. Konjičanin, D. Konjičanin |
| Mi., 13. September 2023 20:45 Uhr | meiste Tore: Mensing 7 | (18:19) | meiste Tore: Žabic 8     | Jyske Bank Arena, Odense Zuschauer: 2.454 Schiedsrichter: A. Konjičanin, D. Konjičanin |
| Mi., 13. September 2023 20:45 Uhr | Bericht                |         |                          | Jyske Bank Arena, Odense Zuschauer: 2.454 Schiedsrichter: A. Konjičanin, D. Konjičanin |

| Do., 14. September 2023 20:45 Uhr | SC Magdeburg            | 28:33   | Telekom Veszprém        | GETEC Arena, Magdeburg Zuschauer: 4.224 Schiedsrichter: Horáček, Nóvotný |
| Do., 14. September 2023 20:45 Uhr | meiste Tore: Damgaard 6 | (18:21) | meiste Tore: Fabregas 6 | GETEC Arena, Magdeburg Zuschauer: 4.224 Schiedsrichter: Horáček, Nóvotný |
| Do., 14. September 2023 20:45 Uhr | Bericht                 |         |                         | GETEC Arena, Magdeburg Zuschauer: 4.224 Schiedsrichter: Horáček, Nóvotný |

| Do., 14. September 2023 20:45 Uhr | FC Porto                         | 24:23   | Orlen Wisła Płock        | Dragão Arena, Porto Zuschauer: 1.207 Schiedsrichter: Boričić, Marković |
| Do., 14. September 2023 20:45 Uhr | meiste Tore: Læsø, Oliveira je 5 | (11:13) | meiste Tore: Krajewski 8 | Dragão Arena, Porto Zuschauer: 1.207 Schiedsrichter: Boričić, Marković |
| Do., 14. September 2023 20:45 Uhr | Bericht                          |         |                          | Dragão Arena, Porto Zuschauer: 1.207 Schiedsrichter: Boričić, Marković |

| Mi., 20. September 2023 18:45 Uhr | RK Celje Pivovarna Laško | 29:30  | FC Porto                  | Dvorana Zlatorog, Celje Zuschauer: 1.700 Schiedsrichter: Jørum, Kleven |
| Mi., 20. September 2023 18:45 Uhr | meiste Tore: Janc 9      | (16:9) | meiste Tore: Branquinho 6 | Dvorana Zlatorog, Celje Zuschauer: 1.700 Schiedsrichter: Jørum, Kleven |
| Mi., 20. September 2023 18:45 Uhr | Bericht                  |        |                           | Dvorana Zlatorog, Celje Zuschauer: 1.700 Schiedsrichter: Jørum, Kleven |

| Mi., 20. September 2023 18:45 Uhr | Orlen Wisła Płock                 | 26:30   | GOG                   | Orlen Arena, Płock Zuschauer: 4.100 Schiedsrichter: Bíró, Kiss |
| Mi., 20. September 2023 18:45 Uhr | meiste Tore: Daszek, Fazekas je 5 | (13:13) | meiste Tore: Olsen 10 | Orlen Arena, Płock Zuschauer: 4.100 Schiedsrichter: Bíró, Kiss |
| Mi., 20. September 2023 18:45 Uhr | Bericht                           |         |                       | Orlen Arena, Płock Zuschauer: 4.100 Schiedsrichter: Bíró, Kiss |

| Do., 21. September 2023 20:45 Uhr | Telekom Veszprém        | 33:31   | Montpellier Handball    | Veszprém Arena, Veszprém Zuschauer: 5.021 Schiedsrichter: J. K. Madsen, H. Mortensen |
| Do., 21. September 2023 20:45 Uhr | meiste Tore: El-Deraa 7 | (13:15) | meiste Tore: Karlsson 6 | Veszprém Arena, Veszprém Zuschauer: 5.021 Schiedsrichter: J. K. Madsen, H. Mortensen |
| Do., 21. September 2023 20:45 Uhr | Bericht                 |         |                         | Veszprém Arena, Veszprém Zuschauer: 5.021 Schiedsrichter: J. K. Madsen, H. Mortensen |

| Do., 21. September 2023 20:45 Uhr | FC Barcelona       | 32:20  | SC Magdeburg                    | Palau Blaugrana, Barcelona Zuschauer: 1.873 Schiedsrichter: Hansen, Madsen |
| Do., 21. September 2023 20:45 Uhr | meiste Tore: Mem 8 | (14:8) | meiste Tore: Musche, Weber je 3 | Palau Blaugrana, Barcelona Zuschauer: 1.873 Schiedsrichter: Hansen, Madsen |
| Do., 21. September 2023 20:45 Uhr | Bericht            |        |                                 | Palau Blaugrana, Barcelona Zuschauer: 1.873 Schiedsrichter: Hansen, Madsen |

| Mi., 27. September 2023 20:45 Uhr | SC Magdeburg             | 39:23   | RK Celje Pivovarna Laško       | GETEC Arena, Magdeburg Zuschauer: 3.964 Schiedsrichter: Brunner, Salah |
| Mi., 27. September 2023 20:45 Uhr | meiste Tore: Magnússon 8 | (20:13) | meiste Tore: drei Spieler je 4 | GETEC Arena, Magdeburg Zuschauer: 3.964 Schiedsrichter: Brunner, Salah |
| Mi., 27. September 2023 20:45 Uhr | Bericht                  |         |                                | GETEC Arena, Magdeburg Zuschauer: 3.964 Schiedsrichter: Brunner, Salah |

| Do., 28. September 2023 18:45 Uhr | GOG                     | 36:30   | Telekom Veszprém      | Jyske Bank Arena, Odense Zuschauer: 3.416 Schiedsrichter: I. Covalciuc, A. Covalciuc |
| Do., 28. September 2023 18:45 Uhr | meiste Tore: Mensing 11 | (18:14) | meiste Tore: Remili 7 | Jyske Bank Arena, Odense Zuschauer: 3.416 Schiedsrichter: I. Covalciuc, A. Covalciuc |
| Do., 28. September 2023 18:45 Uhr | Bericht                 |         |                       | Jyske Bank Arena, Odense Zuschauer: 3.416 Schiedsrichter: I. Covalciuc, A. Covalciuc |

| Do., 28. September 2023 18:45 Uhr | FC Porto                       | 30:38   | FC Barcelona         | Dragão Arena, Porto Zuschauer: 1.845 Schiedsrichter: C. Bonaventura, J. Bonaventura |
| Do., 28. September 2023 18:45 Uhr | meiste Tore: drei Spieler je 5 | (15:19) | meiste Tore: Frade 6 | Dragão Arena, Porto Zuschauer: 1.845 Schiedsrichter: C. Bonaventura, J. Bonaventura |
| Do., 28. September 2023 18:45 Uhr | Bericht                        |         |                      | Dragão Arena, Porto Zuschauer: 1.845 Schiedsrichter: C. Bonaventura, J. Bonaventura |

| Do., 28. September 2023 20:45 Uhr | Montpellier Handball  | 30:28   | Orlen Wisła Płock                | FDI Stadium, Montpellier Zuschauer: 2.600 Schiedsrichter: Horáček, Nóvotný |
| Do., 28. September 2023 20:45 Uhr | meiste Tore: Hesham 9 | (14:15) | meiste Tore: Zarabec, Mihić je 6 | FDI Stadium, Montpellier Zuschauer: 2.600 Schiedsrichter: Horáček, Nóvotný |
| Do., 28. September 2023 20:45 Uhr | Bericht               |         |                                  | FDI Stadium, Montpellier Zuschauer: 2.600 Schiedsrichter: Horáček, Nóvotný |

| Mi., 11. Oktober 2023 18:45 Uhr | Telekom Veszprém       | 44:34   | FC Porto            | Veszprém Arena, Veszprém Zuschauer: 5.000 Schiedsrichter: Eliasson, Palsson |
| Mi., 11. Oktober 2023 18:45 Uhr | meiste Tore: Remili 10 | (22:16) | meiste Tore: Læsø 8 | Veszprém Arena, Veszprém Zuschauer: 5.000 Schiedsrichter: Eliasson, Palsson |
| Mi., 11. Oktober 2023 18:45 Uhr | Bericht                |         |                     | Veszprém Arena, Veszprém Zuschauer: 5.000 Schiedsrichter: Eliasson, Palsson |

| Mi., 11. Oktober 2023 18:45 Uhr | RK Celje Pivovarna Laško | 29:31   | Montpellier Handball             | Dvorana Zlatorog, Celje Zuschauer: 1.350 Schiedsrichter: Nikolov, Načevski |
| Mi., 11. Oktober 2023 18:45 Uhr | meiste Tore: Cokan 9     | (17:17) | meiste Tore: Monte Dos Santos 10 | Dvorana Zlatorog, Celje Zuschauer: 1.350 Schiedsrichter: Nikolov, Načevski |
| Mi., 11. Oktober 2023 18:45 Uhr | Bericht                  |         |                                  | Dvorana Zlatorog, Celje Zuschauer: 1.350 Schiedsrichter: Nikolov, Načevski |

| Do., 12. Oktober 2023 20:45 Uhr | Orlen Wisła Płock    | 26:28   | SC Magdeburg         | Orlen Arena, Płock Zuschauer: 2.936 Schiedsrichter: K. Gasmi, R. Gasmi |
| Do., 12. Oktober 2023 20:45 Uhr | meiste Tore: Lučin 6 | (12:14) | meiste Tore: Claar 9 | Orlen Arena, Płock Zuschauer: 2.936 Schiedsrichter: K. Gasmi, R. Gasmi |
| Do., 12. Oktober 2023 20:45 Uhr | Bericht              |         |                      | Orlen Arena, Płock Zuschauer: 2.936 Schiedsrichter: K. Gasmi, R. Gasmi |

| Do., 12. Oktober 2023 20:45 Uhr | FC Barcelona        | 38:30   | GOG                             | Palau Blaugrana, Barcelona Zuschauer: 2.407 Schiedsrichter: Pavićević, Ražnatović |
| Do., 12. Oktober 2023 20:45 Uhr | meiste Tore: Mem 10 | (20:11) | meiste Tore: Wernsdorf Madsen 8 | Palau Blaugrana, Barcelona Zuschauer: 2.407 Schiedsrichter: Pavićević, Ražnatović |
| Do., 12. Oktober 2023 20:45 Uhr | Bericht             |         |                                 | Palau Blaugrana, Barcelona Zuschauer: 2.407 Schiedsrichter: Pavićević, Ražnatović |

| Mi., 18. Oktober 2023 18:45 Uhr | RK Celje Pivovarna Laško | 31:37   | FC Barcelona                   | Dvorana Zlatorog, Celje Zuschauer: 3.890 Schiedsrichter: I. Covalciuc, A. Covalciuc |
| Mi., 18. Oktober 2023 18:45 Uhr | meiste Tore: Mlakar 6    | (17:22) | meiste Tore: drei Spieler je 5 | Dvorana Zlatorog, Celje Zuschauer: 3.890 Schiedsrichter: I. Covalciuc, A. Covalciuc |
| Mi., 18. Oktober 2023 18:45 Uhr | Bericht                  |         |                                | Dvorana Zlatorog, Celje Zuschauer: 3.890 Schiedsrichter: I. Covalciuc, A. Covalciuc |

| Mi., 18. Oktober 2023 18:45 Uhr | GOG                              | 32:27   | Montpellier Handball           | Phønix Tag Arena, Gudme Zuschauer: 1.746 Schiedsrichter: Merz, Kuttler |
| Mi., 18. Oktober 2023 18:45 Uhr | meiste Tore: Wernsdorf Madsen 10 | (16:18) | meiste Tore: vier Spieler je 4 | Phønix Tag Arena, Gudme Zuschauer: 1.746 Schiedsrichter: Merz, Kuttler |
| Mi., 18. Oktober 2023 18:45 Uhr | Bericht                          |         |                                | Phønix Tag Arena, Gudme Zuschauer: 1.746 Schiedsrichter: Merz, Kuttler |

| Mi., 18. Oktober 2023 20:45 Uhr | Telekom Veszprém      | 28:21  | Orlen Wisła Płock        | Veszprém Arena, Veszprém Zuschauer: 5.019 Schiedsrichter: Jørum, Kleven |
| Mi., 18. Oktober 2023 20:45 Uhr | meiste Tore: Marguč 6 | (14:9) | meiste Tore: Krajewski 6 | Veszprém Arena, Veszprém Zuschauer: 5.019 Schiedsrichter: Jørum, Kleven |
| Mi., 18. Oktober 2023 20:45 Uhr | Bericht               |        |                          | Veszprém Arena, Veszprém Zuschauer: 5.019 Schiedsrichter: Jørum, Kleven |

| Do., 19. Oktober 2023 20:45 Uhr | SC Magdeburg             | 37:33   | FC Porto            | GETEC Arena, Magdeburg Zuschauer: 5.274 Schiedsrichter: Pavićević, Ražnatović |
| Do., 19. Oktober 2023 20:45 Uhr | meiste Tore: Magnússon 9 | (18:17) | meiste Tore: Læsø 9 | GETEC Arena, Magdeburg Zuschauer: 5.274 Schiedsrichter: Pavićević, Ražnatović |
| Do., 19. Oktober 2023 20:45 Uhr | Bericht                  |         |                     | GETEC Arena, Magdeburg Zuschauer: 5.274 Schiedsrichter: Pavićević, Ražnatović |

| Mi., 25. Oktober 2023 20:45 Uhr | Montpellier Handball    | 25:28   | SC Magdeburg          | FDI Stadium, Montpellier Zuschauer: 3.000 Schiedsrichter: A. Konjičanin, D. Konjičanin |
| Mi., 25. Oktober 2023 20:45 Uhr | meiste Tore: Karlsson 9 | (14:12) | meiste Tore: Musche 6 | FDI Stadium, Montpellier Zuschauer: 3.000 Schiedsrichter: A. Konjičanin, D. Konjičanin |
| Mi., 25. Oktober 2023 20:45 Uhr | Bericht                 |         |                       | FDI Stadium, Montpellier Zuschauer: 3.000 Schiedsrichter: A. Konjičanin, D. Konjičanin |

| Do., 26. Oktober 2023 20:45 Uhr | Orlen Wisła Płock       | 30:25   | RK Celje Pivovarna Laško | Orlen Arena, Płock Zuschauer: 3.011 Schiedsrichter: Mažeika, Gatelis |
| Do., 26. Oktober 2023 20:45 Uhr | meiste Tore: Dawydzik 8 | (17:11) | meiste Tore: Janc 8      | Orlen Arena, Płock Zuschauer: 3.011 Schiedsrichter: Mažeika, Gatelis |
| Do., 26. Oktober 2023 20:45 Uhr | Bericht                 |         |                          | Orlen Arena, Płock Zuschauer: 3.011 Schiedsrichter: Mažeika, Gatelis |

| Do., 26. Oktober 2023 20:45 Uhr | FC Porto             | 32:31   | GOG                             | Dragão Arena, Porto Zuschauer: 1.021 Schiedsrichter: Horváth, Marton |
| Do., 26. Oktober 2023 20:45 Uhr | meiste Tore: Areia 6 | (15:21) | meiste Tore: Wernsdorf Madsen 8 | Dragão Arena, Porto Zuschauer: 1.021 Schiedsrichter: Horváth, Marton |
| Do., 26. Oktober 2023 20:45 Uhr | Bericht              |         |                                 | Dragão Arena, Porto Zuschauer: 1.021 Schiedsrichter: Horváth, Marton |

| Do., 26. Oktober 2023 20:45 Uhr | FC Barcelona                     | 36:41   | Telekom Veszprém                       | Palau Blaugrana, Barcelona Zuschauer: 3.028 Schiedsrichter: Nikolov, Načevski |
| Do., 26. Oktober 2023 20:45 Uhr | meiste Tore: Mem, N’Guessan je 7 | (17:19) | meiste Tore: Pechmalbec, Fabregas je 7 | Palau Blaugrana, Barcelona Zuschauer: 3.028 Schiedsrichter: Nikolov, Načevski |
| Do., 26. Oktober 2023 20:45 Uhr | Bericht                          |         |                                        | Palau Blaugrana, Barcelona Zuschauer: 3.028 Schiedsrichter: Nikolov, Načevski |

| Mi., 15. November 2023 18:45 Uhr | RK Celje Pivovarna Laško | 33:40   | Telekom Veszprém      | Dvorana Zlatorog, Celje Zuschauer: 3.722 Schiedsrichter: Pavićević, Ražnatović |
| Mi., 15. November 2023 18:45 Uhr | meiste Tore: Cokan 7     | (17:22) | meiste Tore: Descat 8 | Dvorana Zlatorog, Celje Zuschauer: 3.722 Schiedsrichter: Pavićević, Ražnatović |
| Mi., 15. November 2023 18:45 Uhr | Bericht                  |         |                       | Dvorana Zlatorog, Celje Zuschauer: 3.722 Schiedsrichter: Pavićević, Ražnatović |

| Mi., 15. November 2023 20:45 Uhr | Montpellier Handball     | 35:24   | FC Porto                     | FDI Stadium, Montpellier Zuschauer: 3.000 Schiedsrichter: Schulze, Tönnies |
| Mi., 15. November 2023 20:45 Uhr | meiste Tore: Karlsson 10 | (18:13) | meiste Tore: Plaza Jiménez 4 | FDI Stadium, Montpellier Zuschauer: 3.000 Schiedsrichter: Schulze, Tönnies |
| Mi., 15. November 2023 20:45 Uhr | Bericht                  |         |                              | FDI Stadium, Montpellier Zuschauer: 3.000 Schiedsrichter: Schulze, Tönnies |

| Do., 16. November 2023 20:45 Uhr | SC Magdeburg            | 35:27   | GOG                             | GETEC Arena, Magdeburg Zuschauer: 4.890 Schiedsrichter: Lah, Sok |
| Do., 16. November 2023 20:45 Uhr | meiste Tore: Damgaard 7 | (16:16) | meiste Tore: Wernsdorf Madsen 8 | GETEC Arena, Magdeburg Zuschauer: 4.890 Schiedsrichter: Lah, Sok |
| Do., 16. November 2023 20:45 Uhr | Bericht                 |         |                                 | GETEC Arena, Magdeburg Zuschauer: 4.890 Schiedsrichter: Lah, Sok |

| Do., 16. November 2023 20:45 Uhr | Orlen Wisła Płock    | 25:28   | FC Barcelona       | Orlen Arena, Płock Zuschauer: 5.467 Schiedsrichter: Merz, Kuttler |
| Do., 16. November 2023 20:45 Uhr | meiste Tore: Lučin 8 | (11:15) | meiste Tore: Mem 6 | Orlen Arena, Płock Zuschauer: 5.467 Schiedsrichter: Merz, Kuttler |
| Do., 16. November 2023 20:45 Uhr | Bericht              |         |                    | Orlen Arena, Płock Zuschauer: 5.467 Schiedsrichter: Merz, Kuttler |

| Do., 23. November 2023 18:45 Uhr | Telekom Veszprém      | 41:31   | RK Celje Pivovarna Laško | Veszprém Arena, Veszprém Zuschauer: 4.950 Schiedsrichter: C. Bonaventura, J. Bonaventura |
| Do., 23. November 2023 18:45 Uhr | meiste Tore: Marguč 6 | (22:15) | meiste Tore: Janc 10     | Veszprém Arena, Veszprém Zuschauer: 4.950 Schiedsrichter: C. Bonaventura, J. Bonaventura |
| Do., 23. November 2023 18:45 Uhr | Bericht               |         |                          | Veszprém Arena, Veszprém Zuschauer: 4.950 Schiedsrichter: C. Bonaventura, J. Bonaventura |

| Do., 23. November 2023 18:45 Uhr | GOG                                       | 25:32   | SC Magdeburg         | Jyske Bank Arena, Odense Zuschauer: 4.000 Schiedsrichter: Jørum, Kleven |
| Do., 23. November 2023 18:45 Uhr | meiste Tore: Wernsdorf Madsen, Olsen je 5 | (13:17) | meiste Tore: Claar 7 | Jyske Bank Arena, Odense Zuschauer: 4.000 Schiedsrichter: Jørum, Kleven |
| Do., 23. November 2023 18:45 Uhr | Bericht                                   |         |                      | Jyske Bank Arena, Odense Zuschauer: 4.000 Schiedsrichter: Jørum, Kleven |

| Do., 23. November 2023 20:45 Uhr | FC Porto                 | 25:29   | Montpellier Handball  | Dragão Arena, Porto Zuschauer: 1.149 Schiedsrichter: Kurtagic, Wetterwik |
| Do., 23. November 2023 20:45 Uhr | meiste Tore: Magalhães 5 | (13:13) | meiste Tore: Pellas 9 | Dragão Arena, Porto Zuschauer: 1.149 Schiedsrichter: Kurtagic, Wetterwik |
| Do., 23. November 2023 20:45 Uhr | Bericht                  |         |                       | Dragão Arena, Porto Zuschauer: 1.149 Schiedsrichter: Kurtagic, Wetterwik |

| Do., 23. November 2023 20:45 Uhr | FC Barcelona                          | 32:25   | Orlen Wisła Płock        | Palau Blaugrana, Barcelona Zuschauer: 1.520 Schiedsrichter: Brunner, Salah |
| Do., 23. November 2023 20:45 Uhr | meiste Tore: Gómez Abelló, Frade je 8 | (16:13) | meiste Tore: Krajewski 5 | Palau Blaugrana, Barcelona Zuschauer: 1.520 Schiedsrichter: Brunner, Salah |
| Do., 23. November 2023 20:45 Uhr | Bericht                               |         |                          | Palau Blaugrana, Barcelona Zuschauer: 1.520 Schiedsrichter: Brunner, Salah |

| Mi., 29. November 2023 18:45 Uhr | RK Celje Pivovarna Laško | 25:30   | Orlen Wisła Płock    | Dvorana Zlatorog, Celje Zuschauer: 2.500 Schiedsrichter: J. K. Madsen, H. Mortensen |
| Mi., 29. November 2023 18:45 Uhr | meiste Tore: Janc 8      | (13:15) | meiste Tore: Lučin 8 | Dvorana Zlatorog, Celje Zuschauer: 2.500 Schiedsrichter: J. K. Madsen, H. Mortensen |
| Mi., 29. November 2023 18:45 Uhr | Bericht                  |         |                      | Dvorana Zlatorog, Celje Zuschauer: 2.500 Schiedsrichter: J. K. Madsen, H. Mortensen |

| Mi., 29. November 2023 20:45 Uhr | GOG                    | 35:27   | FC Porto                     | Jyske Bank Arena, Odense Zuschauer: 3.233 Schiedsrichter: Horáček, Nóvotný |
| Mi., 29. November 2023 20:45 Uhr | meiste Tore: Mensing 8 | (20:12) | meiste Tore: Plaza Jiménez 6 | Jyske Bank Arena, Odense Zuschauer: 3.233 Schiedsrichter: Horáček, Nóvotný |
| Mi., 29. November 2023 20:45 Uhr | Bericht                |         |                              | Jyske Bank Arena, Odense Zuschauer: 3.233 Schiedsrichter: Horáček, Nóvotný |

| Do., 30. November 2023 18:45 Uhr | Telekom Veszprém      | 30:31   | FC Barcelona                | Veszprém Arena, Veszprém Zuschauer: 5.300 Schiedsrichter: Schulze, Tönnies |
| Do., 30. November 2023 18:45 Uhr | meiste Tore: Remili 6 | (15:17) | meiste Tore: Gómez Abelló 8 | Veszprém Arena, Veszprém Zuschauer: 5.300 Schiedsrichter: Schulze, Tönnies |
| Do., 30. November 2023 18:45 Uhr | Bericht               |         |                             | Veszprém Arena, Veszprém Zuschauer: 5.300 Schiedsrichter: Schulze, Tönnies |

| Do., 30. November 2023 20:45 Uhr | SC Magdeburg            | 28:24   | Montpellier Handball           | GETEC Arena, Magdeburg Zuschauer: 4.993 Schiedsrichter: Boričić, Marković |
| Do., 30. November 2023 20:45 Uhr | meiste Tore: Smárason 8 | (14:11) | meiste Tore: drei Spieler je 4 | GETEC Arena, Magdeburg Zuschauer: 4.993 Schiedsrichter: Boričić, Marković |
| Do., 30. November 2023 20:45 Uhr | Bericht                 |         |                                | GETEC Arena, Magdeburg Zuschauer: 4.993 Schiedsrichter: Boričić, Marković |

| Mi., 6. Dezember 2023 20:45 Uhr | Montpellier Handball  | 36:25   | GOG                              | FDI Stadium, Montpellier Zuschauer: 2.700 Schiedsrichter: Brunner, Salah |
| Mi., 6. Dezember 2023 20:45 Uhr | meiste Tore: Pellas 8 | (16:13) | meiste Tore: Wernsdorf Madsen 11 | FDI Stadium, Montpellier Zuschauer: 2.700 Schiedsrichter: Brunner, Salah |
| Mi., 6. Dezember 2023 20:45 Uhr | Bericht               |         |                                  | FDI Stadium, Montpellier Zuschauer: 2.700 Schiedsrichter: Brunner, Salah |

| Do., 7. Dezember 2023 20:45 Uhr | Orlen Wisła Płock    | 37:30   | Telekom Veszprém      | Orlen Arena, Płock Zuschauer: 3.210 Schiedsrichter: Kurtagic, Wetterwik |
| Do., 7. Dezember 2023 20:45 Uhr | meiste Tore: Lučin 8 | (18:11) | meiste Tore: Descat 8 | Orlen Arena, Płock Zuschauer: 3.210 Schiedsrichter: Kurtagic, Wetterwik |
| Do., 7. Dezember 2023 20:45 Uhr | Bericht              |         |                       | Orlen Arena, Płock Zuschauer: 3.210 Schiedsrichter: Kurtagic, Wetterwik |

| Do., 7. Dezember 2023 20:45 Uhr | FC Porto                | 31:40   | SC Magdeburg                        | Dragão Arena, Porto Zuschauer: 1.065 Schiedsrichter: Mažeika, Gatelis |
| Do., 7. Dezember 2023 20:45 Uhr | meiste Tore: Martínez 7 | (16:19) | meiste Tore: Magnússon, Hornke je 8 | Dragão Arena, Porto Zuschauer: 1.065 Schiedsrichter: Mažeika, Gatelis |
| Do., 7. Dezember 2023 20:45 Uhr | Bericht                 |         |                                     | Dragão Arena, Porto Zuschauer: 1.065 Schiedsrichter: Mažeika, Gatelis |

| Do., 7. Dezember 2023 20:45 Uhr | FC Barcelona              | 39:30   | RK Celje Pivovarna Laško | Palau Blaugrana, Barcelona Zuschauer: 2.837 Schiedsrichter: K. Gasmi, R. Gasmi |
| Do., 7. Dezember 2023 20:45 Uhr | meiste Tore: Richardson 9 | (21:13) | meiste Tore: Cokan 8     | Palau Blaugrana, Barcelona Zuschauer: 2.837 Schiedsrichter: K. Gasmi, R. Gasmi |
| Do., 7. Dezember 2023 20:45 Uhr | Bericht                   |         |                          | Palau Blaugrana, Barcelona Zuschauer: 2.837 Schiedsrichter: K. Gasmi, R. Gasmi |

| Mi., 14. Februar 2024 18:45 Uhr | GOG                             | 23:30   | FC Barcelona              | Sydbank Arena, Kolding Zuschauer: 4.236 Schiedsrichter: Kurtagic, Wetterwik |
| Mi., 14. Februar 2024 18:45 Uhr | meiste Tore: Wernsdorf Madsen 6 | (14:17) | meiste Tore: Richardson 6 | Sydbank Arena, Kolding Zuschauer: 4.236 Schiedsrichter: Kurtagic, Wetterwik |
| Mi., 14. Februar 2024 18:45 Uhr | Bericht                         |         |                           | Sydbank Arena, Kolding Zuschauer: 4.236 Schiedsrichter: Kurtagic, Wetterwik |

| Mi., 14. Februar 2024 20:45 Uhr | Montpellier Handball | 32:21   | RK Celje Pivovarna Laško | FDI Stadium, Montpellier Zuschauer: 2.800 Schiedsrichter: Merz, Kuttler |
| Mi., 14. Februar 2024 20:45 Uhr | meiste Tore: Porte 6 | (17:12) | meiste Tore: Janc 4      | FDI Stadium, Montpellier Zuschauer: 2.800 Schiedsrichter: Merz, Kuttler |
| Mi., 14. Februar 2024 20:45 Uhr | Bericht              |         |                          | FDI Stadium, Montpellier Zuschauer: 2.800 Schiedsrichter: Merz, Kuttler |

| Do., 15. Februar 2024 20:45 Uhr | SC Magdeburg                      | 28:22   | Orlen Wisła Płock    | GETEC Arena, Magdeburg Zuschauer: 6.060 Schiedsrichter: C. Bonaventura, J. Bonaventura |
| Do., 15. Februar 2024 20:45 Uhr | meiste Tore: Hornke, Mertens je 6 | (13:14) | meiste Tore: Lučin 8 | GETEC Arena, Magdeburg Zuschauer: 6.060 Schiedsrichter: C. Bonaventura, J. Bonaventura |
| Do., 15. Februar 2024 20:45 Uhr | Bericht                           |         |                      | GETEC Arena, Magdeburg Zuschauer: 6.060 Schiedsrichter: C. Bonaventura, J. Bonaventura |

| Do., 15. Februar 2024 20:45 Uhr | FC Porto                 | 26:40   | Telekom Veszprém    | Dragão Arena, Porto Zuschauer: 1.166 Schiedsrichter: K. Gasmi, R. Gasmi |
| Do., 15. Februar 2024 20:45 Uhr | meiste Tore: Fernández 5 | (11:21) | meiste Tore: Omar 6 | Dragão Arena, Porto Zuschauer: 1.166 Schiedsrichter: K. Gasmi, R. Gasmi |
| Do., 15. Februar 2024 20:45 Uhr | Bericht                  |         |                     | Dragão Arena, Porto Zuschauer: 1.166 Schiedsrichter: K. Gasmi, R. Gasmi |

| Mi., 21. Februar 2024 18:45 Uhr | RK Celje Pivovarna Laško | 27:37   | SC Magdeburg                         | Dvorana Zlatorog, Celje Zuschauer: 3.123 Schiedsrichter: Hansen, Madsen |
| Mi., 21. Februar 2024 18:45 Uhr | meiste Tore: Cokan 8     | (12:18) | meiste Tore: Magnússon, Mertens je 8 | Dvorana Zlatorog, Celje Zuschauer: 3.123 Schiedsrichter: Hansen, Madsen |
| Mi., 21. Februar 2024 18:45 Uhr | Bericht                  |         |                                      | Dvorana Zlatorog, Celje Zuschauer: 3.123 Schiedsrichter: Hansen, Madsen |

| Mi., 21. Februar 2024 20:45 Uhr | Orlen Wisła Płock    | 22:18   | Montpellier Handball | Orlen Arena, Płock Zuschauer: 4.138 Schiedsrichter: Marín, García |
| Mi., 21. Februar 2024 20:45 Uhr | meiste Tore: Lučin 5 | (10:10) | meiste Tore: Lenne 4 | Orlen Arena, Płock Zuschauer: 4.138 Schiedsrichter: Marín, García |
| Mi., 21. Februar 2024 20:45 Uhr | Bericht              |         |                      | Orlen Arena, Płock Zuschauer: 4.138 Schiedsrichter: Marín, García |

| Do., 22. Februar 2024 18:45 Uhr | Telekom Veszprém               | 34:31   | GOG                     | Veszprém Arena, Veszprém Zuschauer: 5.011 Schiedsrichter: Mažeika, Gatelis |
| Do., 22. Februar 2024 18:45 Uhr | meiste Tore: Omar, Remili je 6 | (19:13) | meiste Tore: Mensing 10 | Veszprém Arena, Veszprém Zuschauer: 5.011 Schiedsrichter: Mažeika, Gatelis |
| Do., 22. Februar 2024 18:45 Uhr | Bericht                        |         |                         | Veszprém Arena, Veszprém Zuschauer: 5.011 Schiedsrichter: Mažeika, Gatelis |

| Do., 22. Februar 2024 20:45 Uhr | FC Barcelona                | 40:33   | FC Porto                       | Palau Blaugrana, Barcelona Zuschauer: 2.494 Schiedsrichter: Erdoğan, Özdeniz |
| Do., 22. Februar 2024 20:45 Uhr | meiste Tore: Gómez Abelló 7 | (20:15) | meiste Tore: vier Spieler je 4 | Palau Blaugrana, Barcelona Zuschauer: 2.494 Schiedsrichter: Erdoğan, Özdeniz |
| Do., 22. Februar 2024 20:45 Uhr | Bericht                     |         |                                | Palau Blaugrana, Barcelona Zuschauer: 2.494 Schiedsrichter: Erdoğan, Özdeniz |

| Mi., 28. Februar 2024 18:45 Uhr | GOG                             | 32:32   | Orlen Wisła Płock     | Jyske Bank Arena, Odense Zuschauer: 3.856 Schiedsrichter: Schulze, Tönnies |
| Mi., 28. Februar 2024 18:45 Uhr | meiste Tore: Wernsdorf Madsen 9 | (17:14) | meiste Tore: Lučin 11 | Jyske Bank Arena, Odense Zuschauer: 3.856 Schiedsrichter: Schulze, Tönnies |
| Mi., 28. Februar 2024 18:45 Uhr | Bericht                         |         |                       | Jyske Bank Arena, Odense Zuschauer: 3.856 Schiedsrichter: Schulze, Tönnies |

| Mi., 28. Februar 2024 20:45 Uhr | FC Porto              | 32:30   | RK Celje Pivovarna Laško | Dragão Arena, Porto Zuschauer: 1.010 Schiedsrichter: Nikolov, Načevski |
| Mi., 28. Februar 2024 20:45 Uhr | meiste Tore: Areia 10 | (14:11) | meiste Tore: Miličević 9 | Dragão Arena, Porto Zuschauer: 1.010 Schiedsrichter: Nikolov, Načevski |
| Mi., 28. Februar 2024 20:45 Uhr | Bericht               |         |                          | Dragão Arena, Porto Zuschauer: 1.010 Schiedsrichter: Nikolov, Načevski |

| Do., 29. Februar 2024 20:45 Uhr | SC Magdeburg                | 29:28   | FC Barcelona         | GETEC Arena, Magdeburg Zuschauer: 6.600 Schiedsrichter: Jørum, Kleven |
| Do., 29. Februar 2024 20:45 Uhr | meiste Tore: Kristjánsson 6 | (13:14) | meiste Tore: Frade 8 | GETEC Arena, Magdeburg Zuschauer: 6.600 Schiedsrichter: Jørum, Kleven |
| Do., 29. Februar 2024 20:45 Uhr | Bericht                     |         |                      | GETEC Arena, Magdeburg Zuschauer: 6.600 Schiedsrichter: Jørum, Kleven |

| Do., 29. Februar 2024 20:45 Uhr | Montpellier Handball            | 31:37   | Telekom Veszprém        | FDI Stadium, Montpellier Zuschauer: 3.000 Schiedsrichter: Eliasson, Palsson |
| Do., 29. Februar 2024 20:45 Uhr | meiste Tore: Monte Dos Santos 5 | (18:17) | meiste Tore: Wajlupau 8 | FDI Stadium, Montpellier Zuschauer: 3.000 Schiedsrichter: Eliasson, Palsson |
| Do., 29. Februar 2024 20:45 Uhr | Bericht                         |         |                         | FDI Stadium, Montpellier Zuschauer: 3.000 Schiedsrichter: Eliasson, Palsson |

| Do., 7. März 2024 18:45 Uhr | Telekom Veszprém        | 28:30   | SC Magdeburg         | Veszprém Arena, Veszprém Zuschauer: 5.019 Schiedsrichter: D. Accoto Martins, R. Accoto Martins |
| Do., 7. März 2024 18:45 Uhr | meiste Tore: Fabregas 8 | (14:14) | meiste Tore: Claar 9 | Veszprém Arena, Veszprém Zuschauer: 5.019 Schiedsrichter: D. Accoto Martins, R. Accoto Martins |
| Do., 7. März 2024 18:45 Uhr | Bericht                 |         |                      | Veszprém Arena, Veszprém Zuschauer: 5.019 Schiedsrichter: D. Accoto Martins, R. Accoto Martins |

| Do., 7. März 2024 18:45 Uhr | RK Celje Pivovarna Laško | 30:34   | GOG                     | Dvorana Zlatorog, Celje Zuschauer: 1.784 Schiedsrichter: Marín, García |
| Do., 7. März 2024 18:45 Uhr | meiste Tore: Janc 8      | (15:15) | meiste Tore: Mensing 10 | Dvorana Zlatorog, Celje Zuschauer: 1.784 Schiedsrichter: Marín, García |
| Do., 7. März 2024 18:45 Uhr | Bericht                  |         |                         | Dvorana Zlatorog, Celje Zuschauer: 1.784 Schiedsrichter: Marín, García |

| Do., 7. März 2024 20:45 Uhr | Orlen Wisła Płock              | 29:28   | FC Porto            | Orlen Arena, Płock Zuschauer: 4.098 Schiedsrichter: Horváth, Marton |
| Do., 7. März 2024 20:45 Uhr | meiste Tore: vier Spieler je 4 | (14:15) | meiste Tore: Læsø 7 | Orlen Arena, Płock Zuschauer: 4.098 Schiedsrichter: Horváth, Marton |
| Do., 7. März 2024 20:45 Uhr | Bericht                        |         |                     | Orlen Arena, Płock Zuschauer: 4.098 Schiedsrichter: Horváth, Marton |

| Do., 7. März 2024 20:45 Uhr | FC Barcelona       | 34:37   | Montpellier Handball          | Palau Blaugrana, Barcelona Zuschauer: 2.704 Schiedsrichter: A. Konjičanin, D. Konjičanin |
| Do., 7. März 2024 20:45 Uhr | meiste Tore: Mem 9 | (19:18) | meiste Tore: Monte Dos Santos | Palau Blaugrana, Barcelona Zuschauer: 2.704 Schiedsrichter: A. Konjičanin, D. Konjičanin |
| Do., 7. März 2024 20:45 Uhr | Bericht            |         |                               | Palau Blaugrana, Barcelona Zuschauer: 2.704 Schiedsrichter: A. Konjičanin, D. Konjičanin |

### Play-off-Spiele
In den Play-off-Spielen traten die Teams, die in der Gruppenphase die Plätze 3 bis 6 ihrer Gruppen belegt hatten, in K.o.-Spielen mit Hin- und Rückspielen gegeneinander an. Dabei trafen die Drittplatzierten sowie die Viertplatzierten auf die Fünftplatzierten auf die Sechstplatzierten der jeweils anderen Gruppe. Die Hinspiele fanden am 27. und 28. März, die Rückspiele am 3. und 4. April 2024 statt. Die Gewinner zogen in das Viertelfinale ein.
| Mannschaft 1         | Ergebnis | Mannschaft 2         | Hinspiel | Rückspiel |
| -------------------- | -------- | -------------------- | -------- | --------- |
| GOG                  | 53:66    | Industria Kielce     | 25:33    | 28:33     |
| HC PPD Zagreb        | 51:57    | Montpellier Handball | 27:27    | 24:30     |
| OTP Bank-Pick Szeged | 62:76    | Telekom Veszprém     | 30:37    | 32:39     |
| Orlen Wisła Płock    | 59:64    | Paris Saint-Germain  | 26:30    | 33:34     |

#### Hinspiele
| Mi., 27. März 2024 18:45 Uhr | GOG                                    | 25:33   | Industria Kielce             | Jyske Bank Arena Zuschauer: 3.128 Schiedsrichter: C. Bonaventura, J. Bonaventura |
| Mi., 27. März 2024 18:45 Uhr | meiste Tore: Madsen, Zachariassen je 4 | (10:18) | meiste Tore: A. Dujshebaev 9 | Jyske Bank Arena Zuschauer: 3.128 Schiedsrichter: C. Bonaventura, J. Bonaventura |
| Mi., 27. März 2024 18:45 Uhr | Bericht                                |         |                              | Jyske Bank Arena Zuschauer: 3.128 Schiedsrichter: C. Bonaventura, J. Bonaventura |

| Mi., 27. März 2024 20:45 Uhr | HC PPD Zagreb       | 27:27   | Montpellier Handball             | Arena Zagreb Zuschauer: 15.200 Schiedsrichter: J. K. Madsen, H. Mortensen |
| Mi., 27. März 2024 20:45 Uhr | meiste Tore: Srna 6 | (11:13) | meiste Tore: Simonet, Skube je 6 | Arena Zagreb Zuschauer: 15.200 Schiedsrichter: J. K. Madsen, H. Mortensen |
| Mi., 27. März 2024 20:45 Uhr | Bericht             |         |                                  | Arena Zagreb Zuschauer: 15.200 Schiedsrichter: J. K. Madsen, H. Mortensen |

| Do., 28. März 2024 18:45 Uhr | OTP Bank-Pick Szeged   | 30:37   | Telekom Veszprém                   | Pick Aréna Zuschauer: 7.749 Schiedsrichter: Mads Hansen, Jesper Madsen |
| Do., 28. März 2024 18:45 Uhr | meiste Tore: Frimmel 6 | (17:20) | meiste Tore: Descat, Wajlupau je 7 | Pick Aréna Zuschauer: 7.749 Schiedsrichter: Mads Hansen, Jesper Madsen |
| Do., 28. März 2024 18:45 Uhr | Bericht                |         |                                    | Pick Aréna Zuschauer: 7.749 Schiedsrichter: Mads Hansen, Jesper Madsen |

| Do., 28. März 2024 20:45 Uhr | Orlen Wisła Płock                    | 26:30   | Paris Saint-Germain               | Orlen Arena Zuschauer: 5.012 Schiedsrichter: Mažeika, Gatelis |
| Do., 28. März 2024 20:45 Uhr | meiste Tore: Zarabec, Krajewski je 4 | (12:13) | meiste Tore: Syprzak, Prandi je 8 | Orlen Arena Zuschauer: 5.012 Schiedsrichter: Mažeika, Gatelis |
| Do., 28. März 2024 20:45 Uhr | Bericht                              |         |                                   | Orlen Arena Zuschauer: 5.012 Schiedsrichter: Mažeika, Gatelis |

#### Rückspiele
| Mi., 3. April 2024 18:45 Uhr | Industria Kielce             | 33:28   | GOG                    | Hala Legionów, Kielce Zuschauer: 4.200 Schiedsrichter: D. Accoto Martins, R. Accoto Martins |
| Mi., 3. April 2024 18:45 Uhr | meiste Tore: A. Dujshebaev 7 | (16:12) | meiste Tore: Mensing 6 | Hala Legionów, Kielce Zuschauer: 4.200 Schiedsrichter: D. Accoto Martins, R. Accoto Martins |
| Mi., 3. April 2024 18:45 Uhr | Bericht                      |         |                        | Hala Legionów, Kielce Zuschauer: 4.200 Schiedsrichter: D. Accoto Martins, R. Accoto Martins |

| Mi., 3. April 2024 20:45 Uhr | Montpellier Handball | 30:24   | HC PPD Zagreb                | FDI Stadium, Montpellier Zuschauer: 3.000 Schiedsrichter: Horáček, Novotný |
| Mi., 3. April 2024 20:45 Uhr | meiste Tore: Skube 6 | (14:14) | meiste Tore: Faljić, Čupić 4 | FDI Stadium, Montpellier Zuschauer: 3.000 Schiedsrichter: Horáček, Novotný |
| Mi., 3. April 2024 20:45 Uhr | Bericht              |         |                              | FDI Stadium, Montpellier Zuschauer: 3.000 Schiedsrichter: Horáček, Novotný |

| Do., 4. April 2024 18:45 Uhr | Telekom Veszprém        | 39:32   | OTP Bank-Pick Szeged   | Veszprém Arena Zuschauer: 5.057 Schiedsrichter: Marín, García |
| Do., 4. April 2024 18:45 Uhr | meiste Tore: Wajlupau 8 | (19:15) | meiste Tore: Martins 8 | Veszprém Arena Zuschauer: 5.057 Schiedsrichter: Marín, García |
| Do., 4. April 2024 18:45 Uhr | Bericht                 |         |                        | Veszprém Arena Zuschauer: 5.057 Schiedsrichter: Marín, García |

| Do., 4. April 2024 20:45 Uhr | Paris Saint-Germain   | 34:33   | Orlen Wisła Płock        | Stade Pierre de Coubertin Zuschauer: 3.011 Schiedsrichter: Pálsson, Elíasson |
| Do., 4. April 2024 20:45 Uhr | meiste Tore: Prandi 9 | (18:15) | meiste Tore: Krajewski 8 | Stade Pierre de Coubertin Zuschauer: 3.011 Schiedsrichter: Pálsson, Elíasson |
| Do., 4. April 2024 20:45 Uhr | Bericht               |         |                          | Stade Pierre de Coubertin Zuschauer: 3.011 Schiedsrichter: Pálsson, Elíasson |

### Viertelfinale
Im Viertelfinale traten die vier als Erst- und Zweitplatzierte der Gruppenphase direkt qualifizierten Teams sowie die Sieger der Play-off-Spiele in einer K.o.-Runde mit Hin- und Rückspiel gegeneinander an. Dabei traf jeweils ein direkt qualifiziertes Team auf ein in der Play-off-Runde qualifiziertes Team. Die Spiele wurden am 24. und 25. April und am 1. und 2. Mai 2024 ausgetragen.
| Mannschaft 1         | Ergebnis | Mannschaft 2     | Hinspiel | Rückspiel   |
| -------------------- | -------- | ---------------- | -------- | ----------- |
| Industria Kielce     | 52:53    | SC Magdeburg     | 27:26    | 25:27 n. S. |
| Montpellier Handball | 60:61    | THW Kiel         | 39:30    | 21:31       |
| Telekom Veszprém     | 60:64    | Aalborg Håndbold | 32:31    | 28:33       |
| Paris Saint-Germain  | 53:62    | FC Barcelona     | 22:30    | 31:32       |

#### Hinspiele
| Mi., 24. April 2024 18:45 Uhr | Industria Kielce             | 27:26   | SC Magdeburg         | Hala Legionów, Kielce Zuschauer: 4.200 Schiedsrichter: Slave Nikolov, Gjorgji Načevski |
| Mi., 24. April 2024 18:45 Uhr | meiste Tore: A. Dujshebaev 8 | (14:13) | meiste Tore: Claar 8 | Hala Legionów, Kielce Zuschauer: 4.200 Schiedsrichter: Slave Nikolov, Gjorgji Načevski |
| Mi., 24. April 2024 18:45 Uhr | Bericht                      |         |                      | Hala Legionów, Kielce Zuschauer: 4.200 Schiedsrichter: Slave Nikolov, Gjorgji Načevski |

| Mi., 24. April 2024 20:45 Uhr | Montpellier Handball            | 39:30   | THW Kiel                 | FDI Stadium Zuschauer: 3.000 Schiedsrichter: Bojan Lah, David Sok |
| Mi., 24. April 2024 20:45 Uhr | meiste Tore: Pellas, Lenne je 7 | (20:16) | meiste Tore: Johansson 9 | FDI Stadium Zuschauer: 3.000 Schiedsrichter: Bojan Lah, David Sok |
| Mi., 24. April 2024 20:45 Uhr | Bericht                         |         |                          | FDI Stadium Zuschauer: 3.000 Schiedsrichter: Bojan Lah, David Sok |

| Do., 25. April 2024 18:45 Uhr | Telekom Veszprém      | 32:31   | Aalborg Håndbold               | Veszprém Arena Zuschauer: 5.250 Schiedsrichter: Igor Covalciuc, Alexei Covalciuc |
| Do., 25. April 2024 18:45 Uhr | meiste Tore: Remili 6 | (12:17) | meiste Tore: vier Spieler je 4 | Veszprém Arena Zuschauer: 5.250 Schiedsrichter: Igor Covalciuc, Alexei Covalciuc |
| Do., 25. April 2024 18:45 Uhr | Bericht               |         |                                | Veszprém Arena Zuschauer: 5.250 Schiedsrichter: Igor Covalciuc, Alexei Covalciuc |

| Do., 25. April 2024 20:45 Uhr | Paris Saint-Germain    | 22:30   | FC Barcelona       | Stade Pierre de Coubertin Zuschauer: 3.339 Schiedsrichter: Robert Schulze, Tobias Tönnies |
| Do., 25. April 2024 20:45 Uhr | meiste Tore: Syprzak 7 | (14:11) | meiste Tore: Mem 7 | Stade Pierre de Coubertin Zuschauer: 3.339 Schiedsrichter: Robert Schulze, Tobias Tönnies |
| Do., 25. April 2024 20:45 Uhr | Bericht                |         |                    | Stade Pierre de Coubertin Zuschauer: 3.339 Schiedsrichter: Robert Schulze, Tobias Tönnies |

#### Rückspiele
| Mi., 1. Mai 2024 18:45 Uhr | Aalborg Håndbold              | 33:28   | Telekom Veszprém                 | Sparekassen Danmark Arena Zuschauer: 5.500 Schiedsrichter: Marko Boričić, Dejan Marković |
| Mi., 1. Mai 2024 18:45 Uhr | meiste Tore: Hoxer Hangaard 9 | (18:14) | meiste Tore: Omar, Wajlupau je 6 | Sparekassen Danmark Arena Zuschauer: 5.500 Schiedsrichter: Marko Boričić, Dejan Marković |
| Mi., 1. Mai 2024 18:45 Uhr | Bericht                       |         |                                  | Sparekassen Danmark Arena Zuschauer: 5.500 Schiedsrichter: Marko Boričić, Dejan Marković |

| Mi., 1. Mai 2024 18:45 Uhr | SC Magdeburg             | 27:25 n. S.      | Industria Kielce                               | GETEC Arena, Magdeburg Zuschauer: 6.600 Schiedsrichter: Kurtagic, Wetterwik |
| Mi., 1. Mai 2024 18:45 Uhr | meiste Tore: Magnússon 8 | (11:13), (23:22) | meiste Tore: A. Dujshebaev, D. Dujshebaev je 4 | GETEC Arena, Magdeburg Zuschauer: 6.600 Schiedsrichter: Kurtagic, Wetterwik |
| Mi., 1. Mai 2024 18:45 Uhr | Bericht                  |                  |                                                | GETEC Arena, Magdeburg Zuschauer: 6.600 Schiedsrichter: Kurtagic, Wetterwik |

| Do., 2. Mai 2024 18:45 Uhr | THW Kiel                 | 31:21   | Montpellier Handball  | Wunderino Arena Zuschauer: 8.513 Schiedsrichter: Lars Jørum, Håvard Kleven |
| Do., 2. Mai 2024 18:45 Uhr | meiste Tore: Johansson 8 | (17:12) | meiste Tore: Pellas 6 | Wunderino Arena Zuschauer: 8.513 Schiedsrichter: Lars Jørum, Håvard Kleven |
| Do., 2. Mai 2024 18:45 Uhr | Bericht                  |         |                       | Wunderino Arena Zuschauer: 8.513 Schiedsrichter: Lars Jørum, Håvard Kleven |

| Do., 2. Mai 2024 20:45 Uhr | FC Barcelona       | 32:31   | Paris Saint-Germain    | Palau Blaugrana Zuschauer: 5.500 Schiedsrichter: Ivan Pavićević, Miloš Ražnatović |
| Do., 2. Mai 2024 20:45 Uhr | meiste Tore: Mem 7 | (17:12) | meiste Tore: Prandi 10 | Palau Blaugrana Zuschauer: 5.500 Schiedsrichter: Ivan Pavićević, Miloš Ražnatović |
| Do., 2. Mai 2024 20:45 Uhr | Bericht            |         |                        | Palau Blaugrana Zuschauer: 5.500 Schiedsrichter: Ivan Pavićević, Miloš Ražnatović |

### Finalrunde (Final Four)
Das Final Four wurde am 8. und 9. Juni 2024 in der Lanxess Arena in Köln ausgetragen.  Qualifizierten waren die Sieger der Viertelfinalrunde, die im K.-o.-System, die Plätze 1 bis 4 ausspielten.  Der FC Barcelona setzte sich durch und gewann den Titel.

#### Halbfinale
| Sa., 8. Juni 2024 15.00 Uhr | SC Magdeburg              | 26:28   | Aalborg Håndbold        | Lanxess Arena Zuschauer: 19.750 Schiedsrichter: C. Bonaventura, J. Bonaventura |
| Sa., 8. Juni 2024 15.00 Uhr | meiste Tore: Magnússon 10 | (11:11) | meiste Tore: Hangaard 8 | Lanxess Arena Zuschauer: 19.750 Schiedsrichter: C. Bonaventura, J. Bonaventura |
| Sa., 8. Juni 2024 15.00 Uhr | Bericht                   |         |                         | Lanxess Arena Zuschauer: 19.750 Schiedsrichter: C. Bonaventura, J. Bonaventura |

| Sa., 8. Juni 2024 18.00 Uhr | FC Barcelona              | 30:18  | THW Kiel               | Lanxess Arena Zuschauer: 19.750 Schiedsrichter: D. Accoto Martins, R. Accoto Martins |
| Sa., 8. Juni 2024 18.00 Uhr | meiste Tore: Richardson 5 | (15:9) | meiste Tore: Duvnjak 4 | Lanxess Arena Zuschauer: 19.750 Schiedsrichter: D. Accoto Martins, R. Accoto Martins |
| Sa., 8. Juni 2024 18.00 Uhr | Bericht                   |        |                        | Lanxess Arena Zuschauer: 19.750 Schiedsrichter: D. Accoto Martins, R. Accoto Martins |

#### Spiel um Platz 3
| So., 9. Juni 2024 15.00 Uhr | SC Magdeburg           | 28:32   | THW Kiel                 | Lanxess Arena Zuschauer: 19.750 Schiedsrichter: Á. Bíró, O. Kiss |
| So., 9. Juni 2024 15.00 Uhr | meiste Tore: Mertens 7 | (14:23) | meiste Tore: Johansson 7 | Lanxess Arena Zuschauer: 19.750 Schiedsrichter: Á. Bíró, O. Kiss |
| So., 9. Juni 2024 15.00 Uhr | Bericht                |         |                          | Lanxess Arena Zuschauer: 19.750 Schiedsrichter: Á. Bíró, O. Kiss |

#### Finale
| So., 9. Juni 2024 18.00 Uhr | Aalborg Håndbold      | 30:31   | FC Barcelona              | Lanxess Arena Zuschauer: 19.750 Schiedsrichter: S. Nikolov, G. Načevski |
| So., 9. Juni 2024 18.00 Uhr | meiste Tore: Hansen 8 | (15:15) | meiste Tore: Richardson 8 | Lanxess Arena Zuschauer: 19.750 Schiedsrichter: S. Nikolov, G. Načevski |
| So., 9. Juni 2024 18.00 Uhr | Bericht               |         |                           | Lanxess Arena Zuschauer: 19.750 Schiedsrichter: S. Nikolov, G. Načevski |

## Statistiken

### Beste Torschützen
| Rang | Spieler               | Verein                | Spiele | Tore | Würfe | Wurfquote (%) |
| ---- | --------------------- | --------------------- | ------ | ---- | ----- | ------------- |
| 1    | Kamil Syprzak         | PSG                   | 17     | 112  | 140   | 80,0          |
| 2    | Dika Mem              | FC Barcelona          | 18     | 106  | 151   | 70,2          |
| 3    | Emil Wernsdorf Madsen | GOG                   | 15     | 098  | 163   | 60,1          |
| 4    | Ómar Ingi Magnússon   | SC Magdeburg          | 18     | 098  | 143   | 68,5          |
| 5    | Mads Hoxer Hangaard   | Aalborg Håndbold      | 18     | 096  | 153   | 62,8          |
| 6    | Aaron Mensing         | GOG                   | 16     | 093  | 150   | 62,0          |
| 7    | Niclas Ekberg         | THW Kiel              | 18     | 092  | 131   | 70,2          |
| 8    | Mario Šoštarić        | OTP Bank-Pick Szeged  | 16     | 088  | 117   | 75,2          |
| 9    | Mitja Janc            | Celje Pivovarna Laško | 16     | 087  | 137   | 63,5          |
| 10   | Elohim Prandi         | PSG                   | 16     | 087  | 131   | 66,4          |

### Beste Torhüter
| Rang | Spieler                 | Verein               | Spiele | Paraden | Würfe | Paradenquote (%) |
| ---- | ----------------------- | -------------------- | ------ | ------- | ----- | ---------------- |
| 1    | Emil Nielsen            | FC Barcelona         | 18     | 159     | 460   | 34,57            |
| 2    | Andreas Wolff           | Industria Kielce     | 11     | 121     | 354   | 34,18            |
| 3    | Charles Bolzinger       | Montpellier Handball | 17     | 099     | 313   | 31,63            |
| 4    | Matej Mandić            | RK Zagreb            | 16     | 157     | 497   | 31,59            |
| 5    | Nikola Portner          | SC Magdeburg         | 13     | 086     | 275   | 31,27            |
| 6    | Niklas Landin Jacobsen  | Aalborg Håndbold     | 17     | 157     | 505   | 31,09            |
| 7    | Torbjørn Bergerud       | Kolstad IL           | 13     | 143     | 465   | 30,75            |
| 8    | Tobias Thulin           | GOG                  | 16     | 176     | 573   | 30,72            |
| 9    | Gonzalo Pérez de Vargas | FC Barcelona         | 18     | 090     | 294   | 30,61            |
| 10   | Samir Bellahcene        | THW Kiel             | 15     | 102     | 335   | 30,45            |